# Maria Sibylla Merian

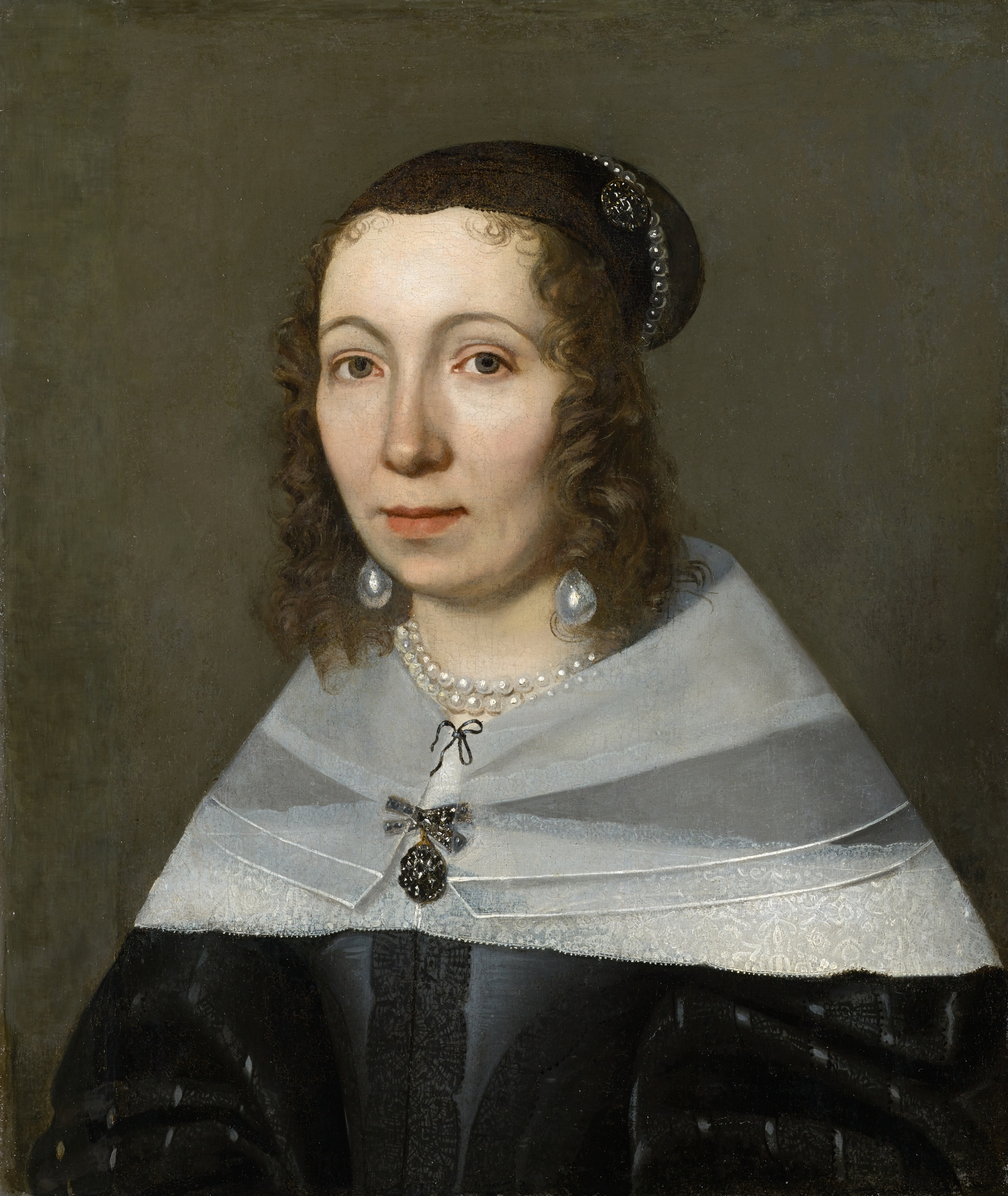
Jacob Marrel: Bildnis der Maria Sibylla Merian, 1679 (Kunstmuseum Basel)

Maria Sibylla Merian (* 2. April 1647 in Frankfurt am Main; † 13. Januar 1717 in Amsterdam) war eine Naturforscherin und Künstlerin. Sie gehörte zur jüngeren Frankfurter Linie der aus Basel stammenden Familie Merian. In Frankfurt am Main, wo sie aufwuchs, erhielt sie auch von ihrem Stiefvater Jacob Marrel, einem Schüler des Stilllebenmalers Georg Flegel, ihre künstlerische Ausbildung.
Ab 1670 lebte Merian in Nürnberg, Frankfurt am Main und schließlich bei der frühpietistischen Gemeinschaft der Labadisten in Westfriesland. Schon früh begann sie, Insekten zu beobachten und zu züchten. Sie machte zu den verschiedenen Entwicklungsstadien der Schmetterlinge und Falter detaillierte Aufzeichnungen und entwickelte einen neuen Bildtyp, das „Metamorphosenbild“, das diese auf ästhetische Weise illustrierte. Wegen ihrer genauen Beobachtungen und Darstellungen gilt sie als wichtige Wegbereiterin der modernen Insektenkunde.
Noch in Nürnberg lebend, publizierte Merian 1679 nach der Veröffentlichung eines noch konventionellen Blumenbuchs in drei Teilen ab 1675 die ersten beiden Bände ihres Lebenswerks, Der Raupen wunderbare Verwandelung und sonderbare Blumennahrung. Nach ihrer Zeit bei den Labadisten zog sie 1691 mit ihren beiden Töchtern Johanna Helena Herolt und Dorothea Maria Graff nach Amsterdam und betrieb zusammen mit diesen eine Malwerkstatt.
Von 1699 bis 1701 bereiste Merian gemeinsam mit ihrer jüngeren Tochter die niederländische Kolonie Surinam. In den Jahren danach publizierte sie ihr berühmt gewordenes Hauptwerk Metamorphosis insectorum Surinamensium. In ihren letzten Jahren entschied sie sich zu einer niederländischen Neuausgabe ihres Raupenbuchs. Der dritte Band erschien erst kurz nach ihrem Tod 1717.

## Leben

### Frankfurt am Main 1647–1670

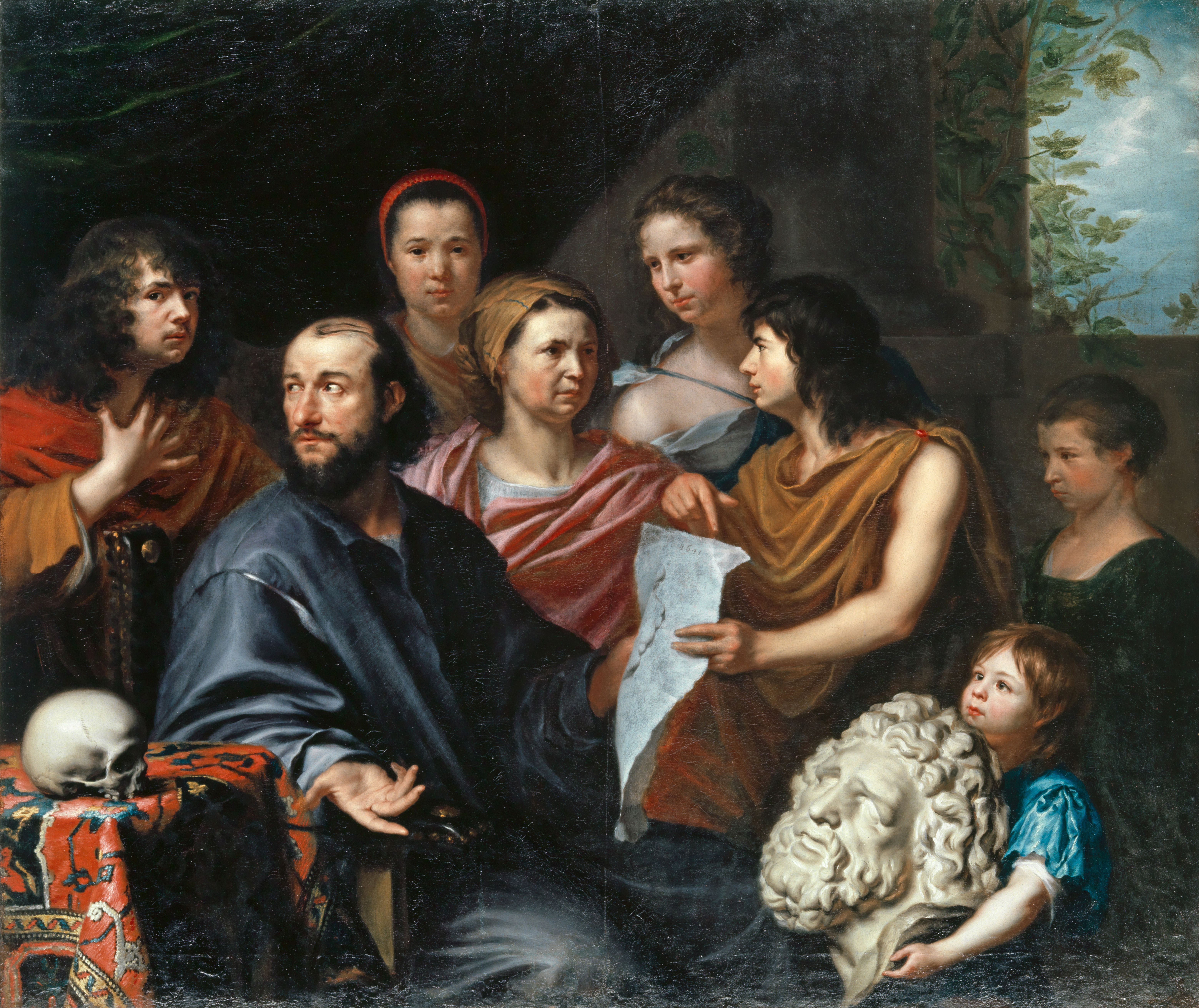
Matthäus Merian d. J.: Bildnis der Familie Merian, um 1642/43. Das Bild zeigt Matthäus Merian d. Ä. (sitzend) umringt von seiner ersten Frau und den Kindern aus erster Ehe. Ganz links Matthäus Merian d. J., Caspar Merian dritter von rechts. Das Kleinkind, das den Kopf des Laokoon hält, ist Joachim Merian, der als Kind starb. Früher wurde oftmals angenommen, dass es sich um Maria Sibylla Merian handelt.

Maria Sibylla Merian wurde 1647 als Tochter von Matthäus Merian dem Älteren und seiner zweiten Frau Johanna Catharina Sibylla Heim geboren. Ihre Halbbrüder waren Matthäus Merian der Jüngere und Caspar Merian. Ihr Vater war Verleger und Kupferstecher in Frankfurt, Herausgeber des Theatrum Europaeum und der Topographien und durch seine häufig reproduzierten Stadtansichten weithin bekannt. Als seine Tochter geboren wurde, war er schon 54 Jahre alt und kränklich. Er starb nur drei Jahre später. Im darauf folgenden Jahr heiratete die Witwe den Blumenmaler Jacob Marrel, einen Schüler der flämischen Malerschule, der sich zwar in Frankfurt ein Atelier einrichtete, aber weiterhin seinen florierenden Kunsthandel in Utrecht betrieb und sich nur selten bei seiner Familie aufhielt. Von klein auf hatte Maria Sibylla Merian Bezüge zu vielen Teilen Europas. Ihr in Basel geborener Vater war nach Frankfurt gezogen, seine erste Frau war aus Flandern gekommen, ihre Mutter stammte aus einer wallonischen Predigerfamilie und ihr Stiefvater aus einer niederländischen Emigrantenfamilie. Durch seinen frühen Tod beeinflusste sie ihr Vater künstlerisch nur indirekt durch sein Werk und seinen bekannten Verlag, der nun von ihren beiden Halbbrüdern Matthäus Merian d. J. und Caspar Merian geführt wurde.

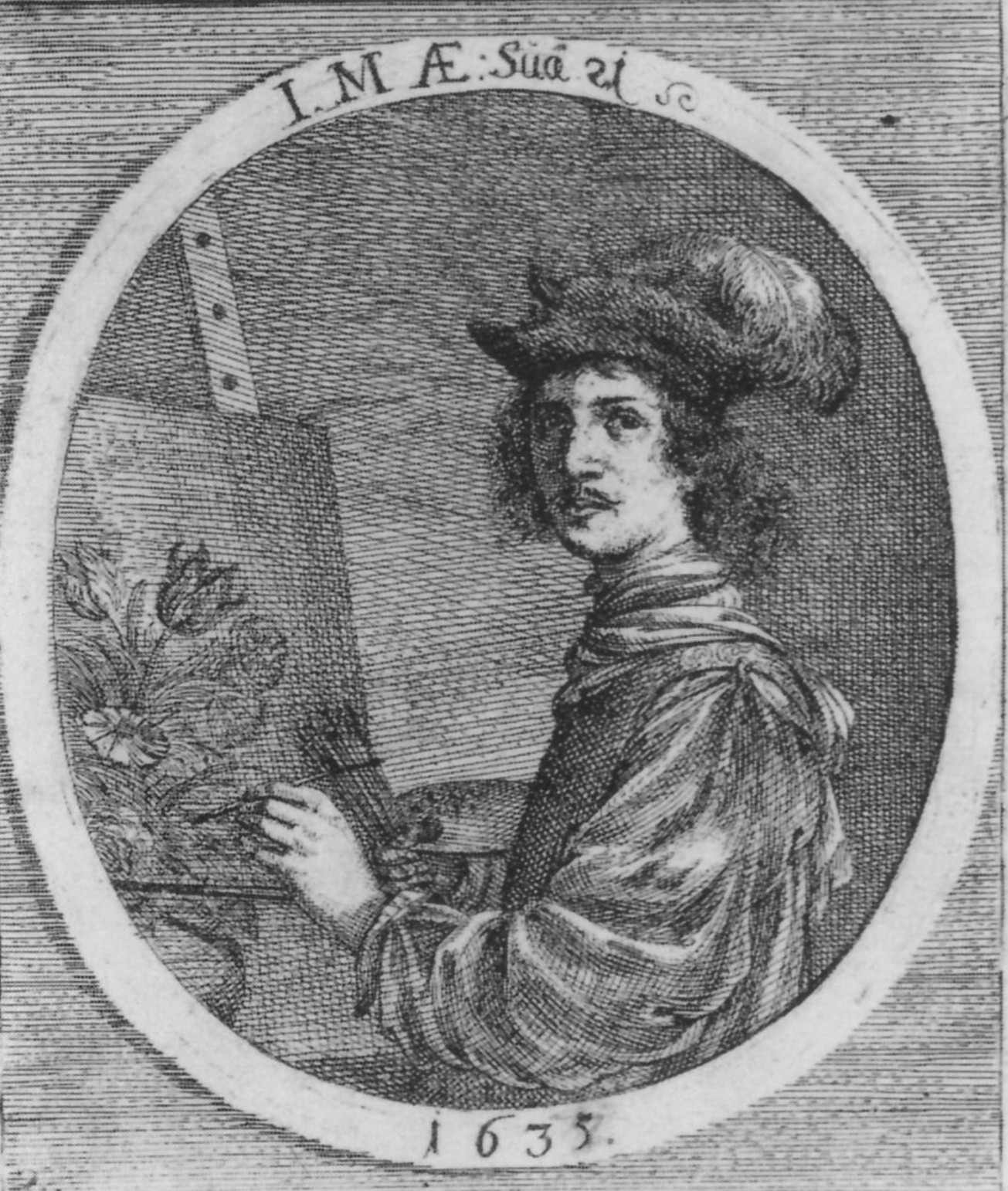
Selbstporträt von Jacob Marrel

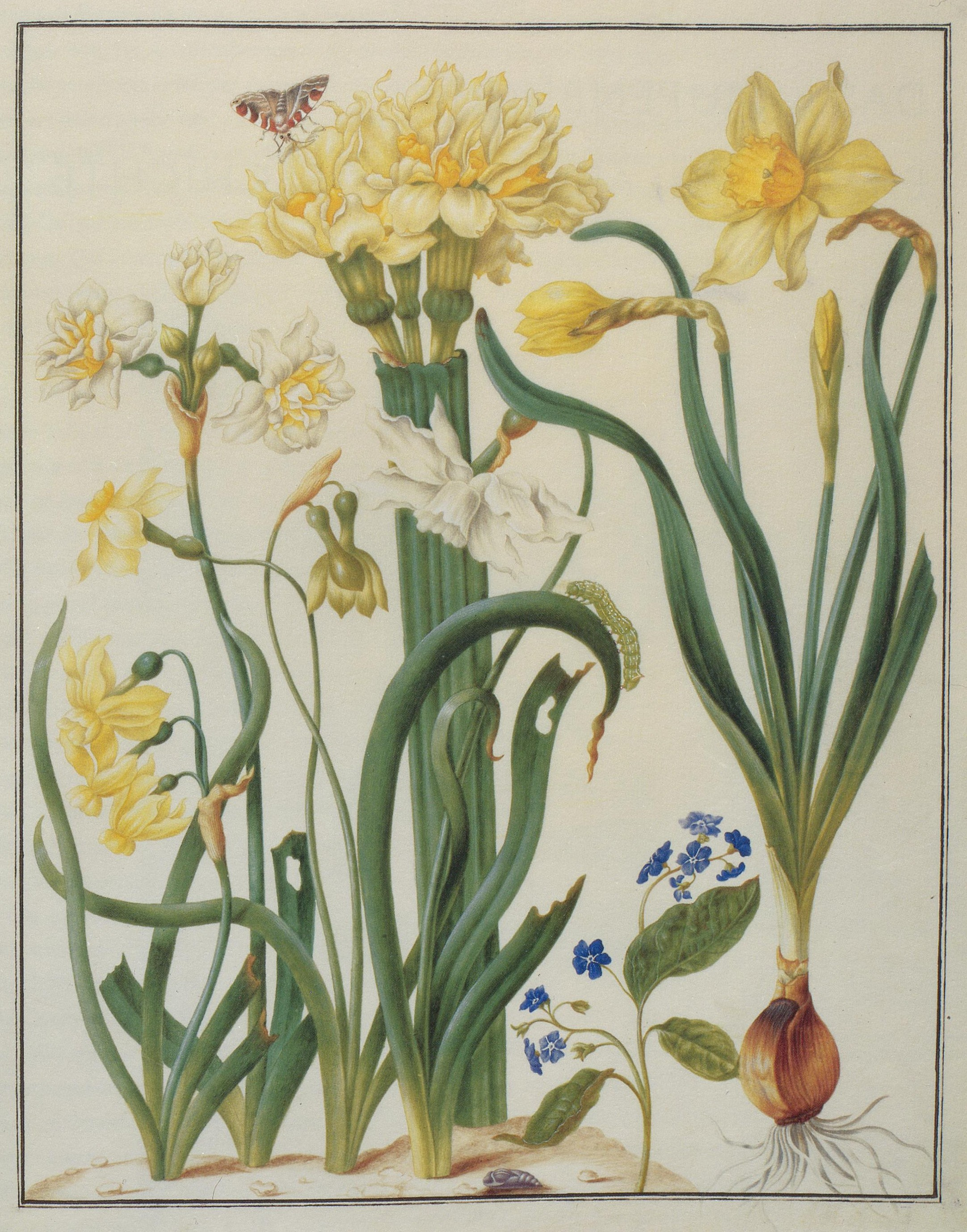
Narzissen, Vergißmeinnicht und Schmetterling von Maria Sibylla Merian, um 1657–1659. Merian führt hier in der Art des Florilegiums ihres Vaters die Züchtungsvielfalt an Narzissen ihrer Zeit vor.

Die künstlerische Begabung Maria Sibylla Merians wurde frühzeitig deutlich. Sie kopierte Insekten und ihre Stadien sowie Blumen aus den Blumenbüchern, die ihr Urgroßvater Theodor de Bry und ihr Vater veröffentlicht hatten. Ihre häusliche und streng religiöse Mutter hätte die Ausbildung ihrer Tochter auf Hauswirtschaft beschränkt, doch ihr Mann Marrel überzeugte sie, die Tochter zusätzlich künstlerisch auszubilden. Die meisten Künstlerinnen der frühen Neuzeit stammten aus Künstlerfamilien und hatten so – anders als andere Frauen – Gelegenheit für eine künstlerische Ausbildung. Die Familie von Marrels Bruder übernahm ihre Unterweisung in Seidenstickerei, während Marrel selbst sie zur Blumen- und Stilllebenmalerin ausbildete. Während seiner häufigen Abwesenheiten übernahm sein Schüler, Abraham Mignon (seit 1676), den Unterricht. Er vermittelte ihr Öl- und Aquarellmalerei sowie die Kupferstich- und Radiertechnik. Schon mit 11 Jahren war Maria Sibylla Merian in der Lage, Kupferstiche herzustellen; bald übertraf sie in dieser Technik ihren Lehrer und entwickelte einen persönlichen Malstil. Ihre Blumenbilder ergänzte sie nach dem Vorbild der Utrechter Malerschule mit kleinen Schmetterlingen und Käfern. Anders als bei männlichen Gesellen gehörten zu Merians Ausbildung keine Reisen im Anschluss an die Lehrzeit, um sich künstlerisch fortzubilden.
In dieser Zeit begann sie damit, Seidenraupen zu züchten, eventuell angeregt durch den Kontakt zur Familie von Marrels Bruder. Sie dehnte ihre Aufmerksamkeit aber bald auch auf andere Raupenarten aus. Im Vorwort zu ihrem berühmten Spätwerk über die surinamischen Insekten (Metamorphosis insectorum Surinamensium) schrieb sie rückblickend:

„Ich habe mich von Jugend an mit der Erforschung der Insekten beschäftigt. Zunächst begann ich mit Seidenraupen in meiner Geburtsstadt Frankfurt am Main. Danach stellte ich fest, dass sich aus anderen Raupenarten viel schönere Tag- und Eulenfalter entwickelten als aus Seidenraupen. Das veranlaßte mich, alle Raupenarten zu sammeln, die ich finden konnte, um ihre Verwandlung zu beobachten. Ich entzog mich deshalb aller menschlichen Gesellschaft und beschäftigte mich mit diesen Untersuchungen.“

Maria Sibylla selbst war zunehmend engagiert, hielt die Metamorphosen der Schmetterlinge und ihr typisches Umfeld in ihrem Skizzenbuch fest, beobachtete ihre Insekten aber nicht allein mit sachlich forschendem Blick, sondern auch mit religiöser Ehrfurcht vor dem, was sie als Wunder der Schöpfung erlebte. Diese beiden Aspekte, verbunden mit künstlerischer Intensität, kennzeichnen ihr ganzes Lebenswerk und finden sich auch in den Begleittexten ihrer Bücher wieder.
Nach der Rückkehr von seiner Gesellenreise nach Italien warb Johann Andreas Graff (1637–1701), ein ehemaliger Schüler ihres Stiefvaters, um Merian. Am 16. Mai 1665 wurden die beiden getraut. Im dritten Ehejahr kam die erste Tochter, Johanna Helena, zur Welt.
Von Johann Andreas Graff sind etliche sehr detailreiche Zeichnungen bzw. Kupferstiche Nürnberger Kircheninnenräume und anderer Bauwerke bekannt, auch ein Prachtband mit Nürnberger Ansichten. Der Nürnberger Rat lobt in einem Beschluss von 1685 „seinen allhie geführten guten Wandel, auch in seiner wißenschafft und Information der Jugend geführten Fleiß“. Offenbar war er als Zeichenlehrer tätig – bekannt ist, dass er der erste war, der den Barockbaumeister Johann Jacob Schübler im Kindesalter unterrichtete.

### Nürnberg 1670–1681

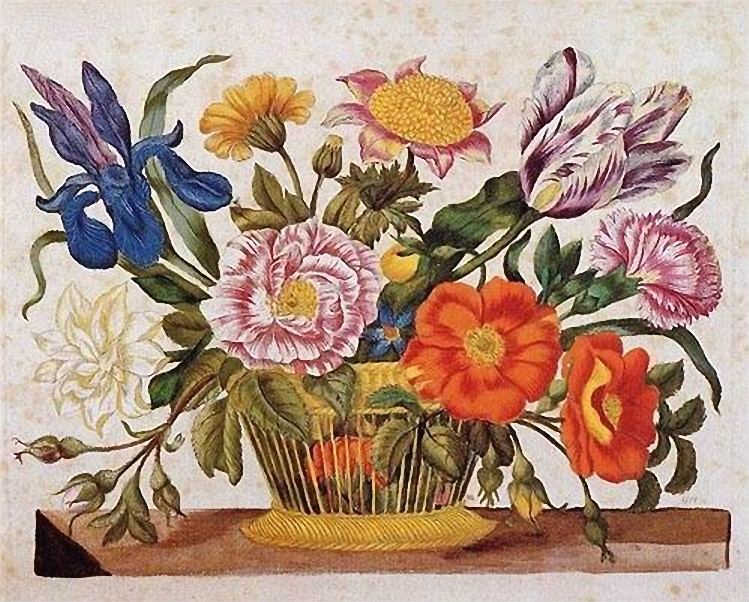
Kolorierter Kupferstich aus Das Neue Blumenbuch

Nach fünf Jahren Ehe übersiedelte die Familie Graff 1670 in die Geburtsstadt des Ehemanns, Nürnberg. Zur Sicherung des Lebensunterhaltes musste Maria Gräffin, wie Maria Sibylla Merian sich zu dieser Zeit nannte, durch vielfältige Tätigkeit beitragen. Allerdings waren ihr als Frau in der Freien Reichsstadt Nürnberg beruflich enge Grenzen gesetzt. Die „Maler-Ordnung“ vom Ende des 16. Jahrhunderts erlaubte es nur Männern, mit Ölfarben auf Leinwand zu malen, und sicherte ihnen damit jene Aufträge, die Ansehen und gute Einkünfte versprachen. Frauen durften allenfalls kleine Formate bearbeiten, mit Aquarell- und Deckfarben auf Papier oder Pergament. Zur Haupteinnahmequelle der Familie wurde schließlich der Handel mit Farben, Firnis und Malutensilien, den die Gräffin betrieb. Sie übernahm daneben eine Vielzahl von Auftragsarbeiten, stickte zum Beispiel Seidendecken oder bemalte Tafeltücher für die Patrizierhaushalte der Stadt.
Außerdem unterrichtete sie junge Frauen in der Kunst der Blumenmalerei und -stickerei in der von ihr als Jungfern-Companie genannten Malschule. Zu ihren Schülerinnen gehörten Clara Regina Imhoff (1664–1740), durch die sie Zugang zu den Hesperidengärten der Patrizierfamilie Imhoff erhielt, und die Schwestern Rosina Helena (1642–1709) und Magdalena Fürst (1652–1717). Als Vorlagen für diesen Unterricht fertigte Maria Gräffin Kupferstiche an, die zur Grundlage ihrer ersten Buchveröffentlichung wurden. Das Neue Blumenbuch war gedacht als Musterbuch für stickende Damen. Der 1675 erschienene erste Teil, der aus 12 losen Bildtafeln bestand, von der Künstlerin in Kupfer gestochen und nach dem Druck koloriert, enthielt einige Kopien fremder Blumenbilder. Der zweite und der dritte Teil, herausgegeben 1677 und 1680, enthielten eigene Naturstudien. Die niedrigen Auflagen und der Gebrauchscharakter des Werkes brachten es mit sich, dass heute nur noch wenige der von Maria Sibylla Merian meisterhaft kolorierten Stücke vorhanden sind.
Im gleichen Jahr, in dem Merians erster Teil des Blumenbuchs erschien, 1675, gab der Maler und Kunstschriftsteller Joachim von Sandrart, mit dem die Familie Graff in Nürnberg gut bekannt war, eine erste umfassende Geschichte über Kunst und Künstler im deutschsprachigen Raum heraus (Teutsche Academie der Edlen Bau-, Bild- und Mahlerey-Künste). Darin stellte er neben Jacob Marrel und Johann Andreas Graff auch dessen Ehefrau „Maria Sibilla Merianin“ vor. Er berichtete, dass sie mit Öl- und Wasserfarben male und sich auf die Darstellung von Blumen, Früchten und Geflügel und insbesondere auf Insekten spezialisiert habe.
Parallel zur Publikation der Teile ihres Blumenbuchs arbeitete die Gräffin auf ein viel innovativeres Werk hin. Sie entwickelte sich zu einer Malerin, die in der Verknüpfung von Blumen- und Insektenmotiven eine neue Form der entomologischen Illustration erfand, das „Metamorphosenbild“. Dafür verschmolz sie das Blumenbild mit dem Insektenstück und kehrte die konventionelle Verteilung von Hauptmotiv und Staffage um. Das Insekt mit seinen Entwicklungsstadien stand nun im Mittelpunkt, die Pflanze diente als Stütze oder zur Veranschaulichung der Nahrung des Tiers.

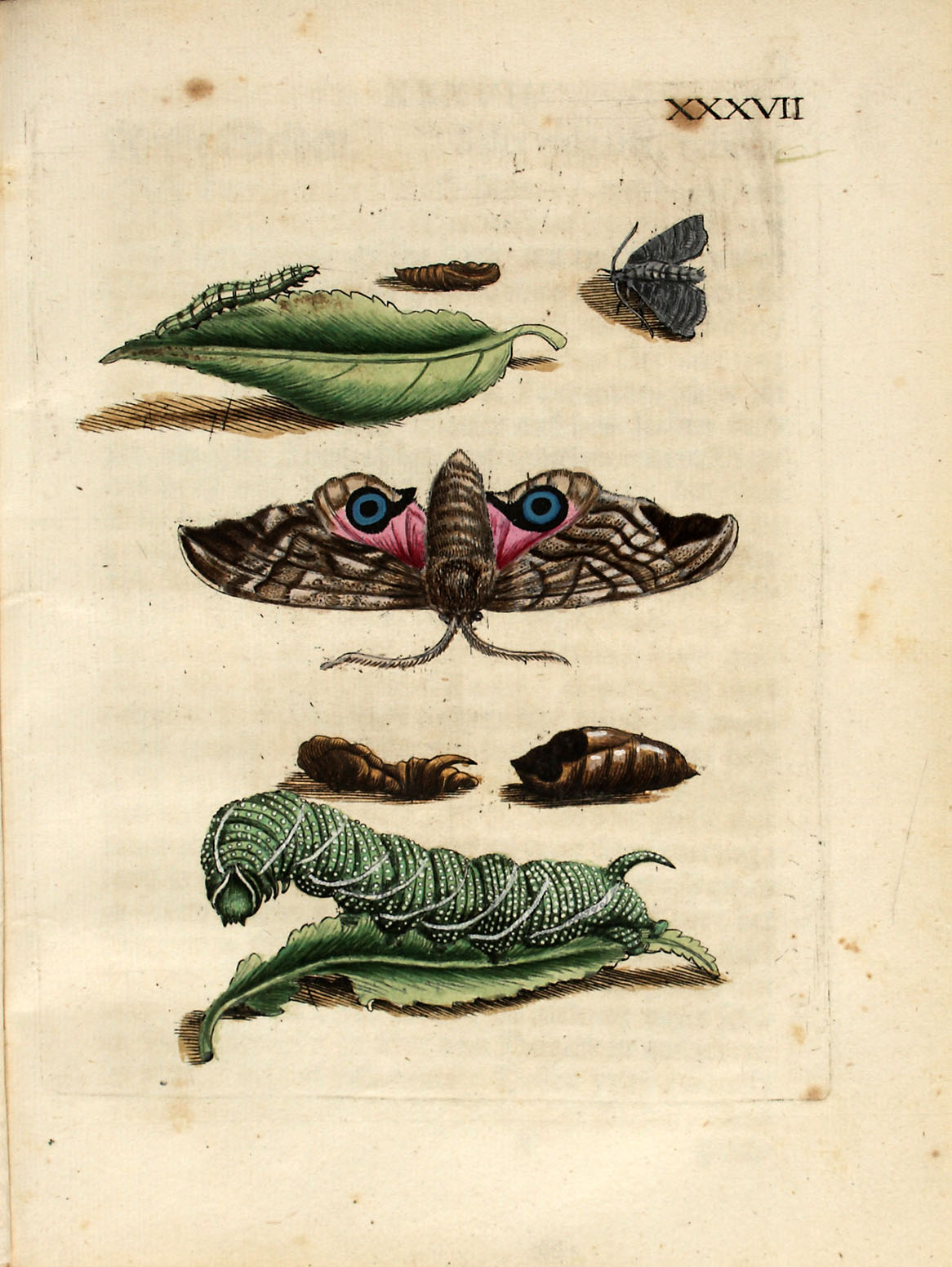
Abbildung 37 aus Der Raupen wunderbare Verwandelung und sonderbare Blumennahrung von 1679

Systematisch studierte Merian Insekten. Sie sammelte sie und fütterte sie mit der passenden Nahrung, was ihr nur durch sorgfältige Beobachtung möglich war. So konnte sie die kleinen Tiere in Schachteln züchten und ihre verschiedenen Entwicklungsstadien beobachten. 1679 veröffentlichte sie den ersten Band ihres Raupenbuchs: Der Raupen wunderbare Verwandelung und sonderbare Blumennahrung enthielt die Ergebnisse ihrer langjährigen Beobachtungen. Hier findet sich das Kompositionsprinzip, das sie auch auf ihre späteren Arbeiten anwendete: auf jedem Blatt werden die Entwicklungsstadien der Insekten in Verbindung mit den Pflanzen gezeigt, die ihnen zur Nahrung dienen. Merian hat das „Insektenstück“ als bildliche Darstellung nicht erfunden, ihre besondere Leistung ist das naturwissenschaftliche Interesse und dass sie die Entwicklung der Tiere darstellte und dies im Begleittext erläuterte. Die Drucke erschienen im relativ kleinen Oktavformat und auf nicht erstklassigem Papier, auch sind nur wenige kolorierte Exemplare überliefert – daher erreichte das Werk nicht die gleiche Ausstrahlung wie später das Buch der Insekten aus Surinam.
Lange Zeit wurde das Raupenbuch v. a. als Beitrag zur Entomologie gesehen. Tatsächlich kann es als protestantisches Andachtsbuch verstanden werden, das die Naturfrömmigkeit, die Suche nach Gott gerade in den unbedeutendsten Kreaturen, widerspiegelt, die in Merians Nürnberger Umfeld vorherrschte. Ihr Vorwort belegt, dass ihre Forschung von ihrem Glauben motiviert war: „Suche demnach hierinnen nicht meine sondern allein Gottes Ehre Ihn als einen Schöpfer auch dieser Kleinsten und geringsten Würmlein zu preisen.“
1681 zog Maria Sibylla Gräffin mit ihren beiden Töchtern zu ihrer Mutter nach Frankfurt am Main, da diese wegen Erbstreitigkeiten in Schwierigkeiten war. Johann Andreas Graff zog der Familie nach, obwohl es um die Ehe nicht zum Besten stand. Zwei Jahre später veröffentlichte die Gräffin in Frankfurt am Main das zweite Raupenbuch.

### Bei den Labadisten 1685/6–1691
Es gibt nur wenige Quellen zu den Eheschwierigkeiten der Graffs und den Geschehnissen bis zur Trennung des Ehepaars, die zudem vor allem die nachträgliche Sicht des Ehemannes (unter anderem in einem wütenden Brief an den Frankfurter Juristen und Notar Johann Jacob Schütz im Jahr 1690) wiedergeben. Jedoch deuten die Quellen darauf hin, dass Maria Sibylla Merian die Trennung anstrebte und mindestens seit dem Frankfurter Aufenthalt darauf hinarbeitete. 1685 war der Erbstreit der Mutter gerichtlich entschieden. Im Dezember 1685 vereinbarte das Ehepaar – zu diesem Zeitpunkt mutmaßlich noch in Frankfurt – bei Schütz einen Vergleich. Der Ehemann stimmte einem Neuanfang der Familie bei der frühpietistischen Sekte der Labadisten in Wieuwerd in der niederländischen Provinz Friesland zu, wo der Halbbruder Maria Sibylla Graffs, Caspar Merian, bereits seit mehreren Jahren lebte. Die Ehefrau erklärte sich bereit, die Ehe fortzusetzen. Die bekannte Gelehrte Anna Maria von Schürmann hatte sich 1669 den Labadisten angeschlossen und die Sekte später 1674 nach Wieuwerd geführt.

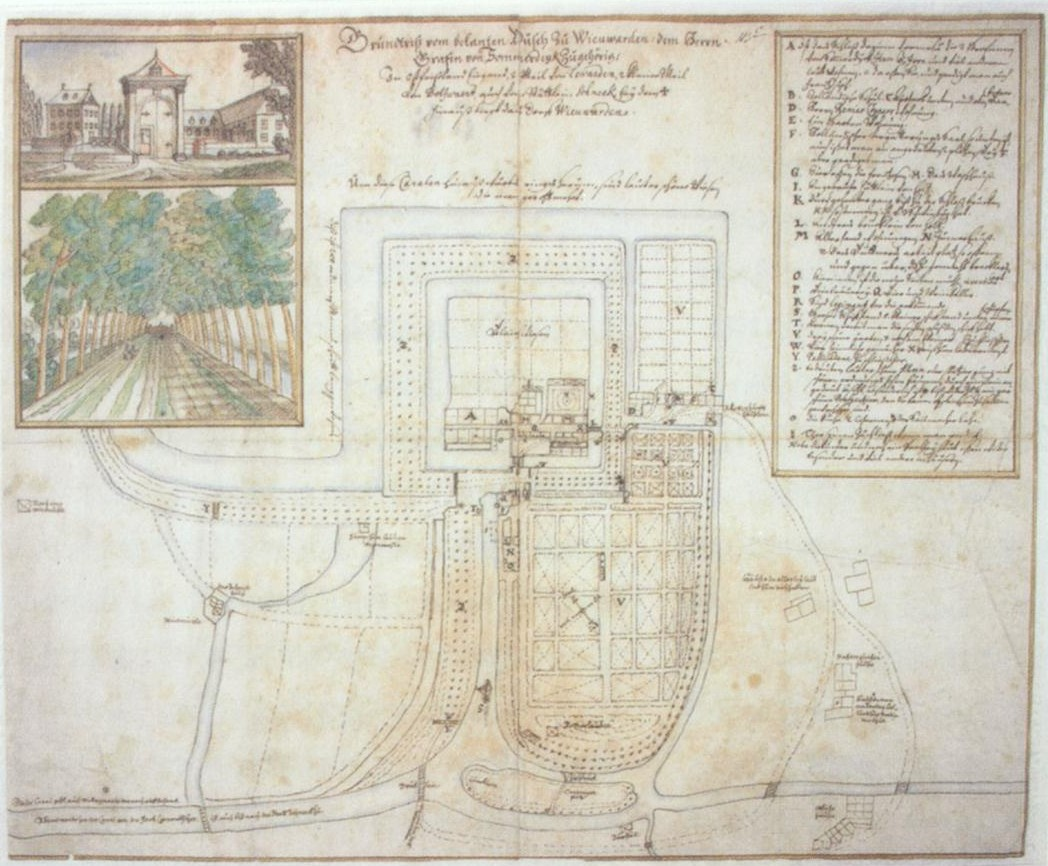
Karte von Schloss Walta bei Wieuwerd, um 1686, von Johann Andreas Graff

Noch 1685 oder erst Anfang 1686 zog die Familie Graff – Maria Sibylla Graff, zu dem Zeitpunkt 38 Jahre alt, ihre Mutter, die beiden Töchter (damals 17 und 7 Jahre alt) und Johann Andreas Graff – gemeinsam nach Friesland. Die Labadisten lebten in Gütergemeinschaft im Schloss Walta bei Wieuwerd, das die drei Schwestern des Gouverneurs von Surinam, Cornelis van Aerssen van Sommelsdijk, der frühpietistischen Sekte als Zufluchtsort zur Verfügung gestellt hatten. Die etwa 350 Personen der Kolonie fühlten sich urchristlichen Idealen verpflichtet, jenseits der naturfernen Orthodoxie der Amtskirche. Allerdings hatte sich gerade diese Gruppe unter Leitung ihres Predigers Yvon (1646–1707) zu einer strengen, moralisch engherzigen, dabei zu schwärmerischer Übertreibung neigenden Gemeinschaft entwickelt. Die Mahlzeiten wurden gemeinsam eingenommen, die Frauen trugen raue Wollkleider und bedeckten das Haar mit einer dicht anliegenden Kappe. Es wurde absoluter Gehorsam gegenüber den leitenden Brüdern erwartet. Es wurde zwischen den „Erwählten“, die sich gegenseitig als „Schwester“ und „Bruder“ anredeten, und den „Anwärtern“ unterschieden, die genauso hart arbeiteten mussten wie die „Erwählten“ aber getrennt untergebracht und verköstigt wurden.

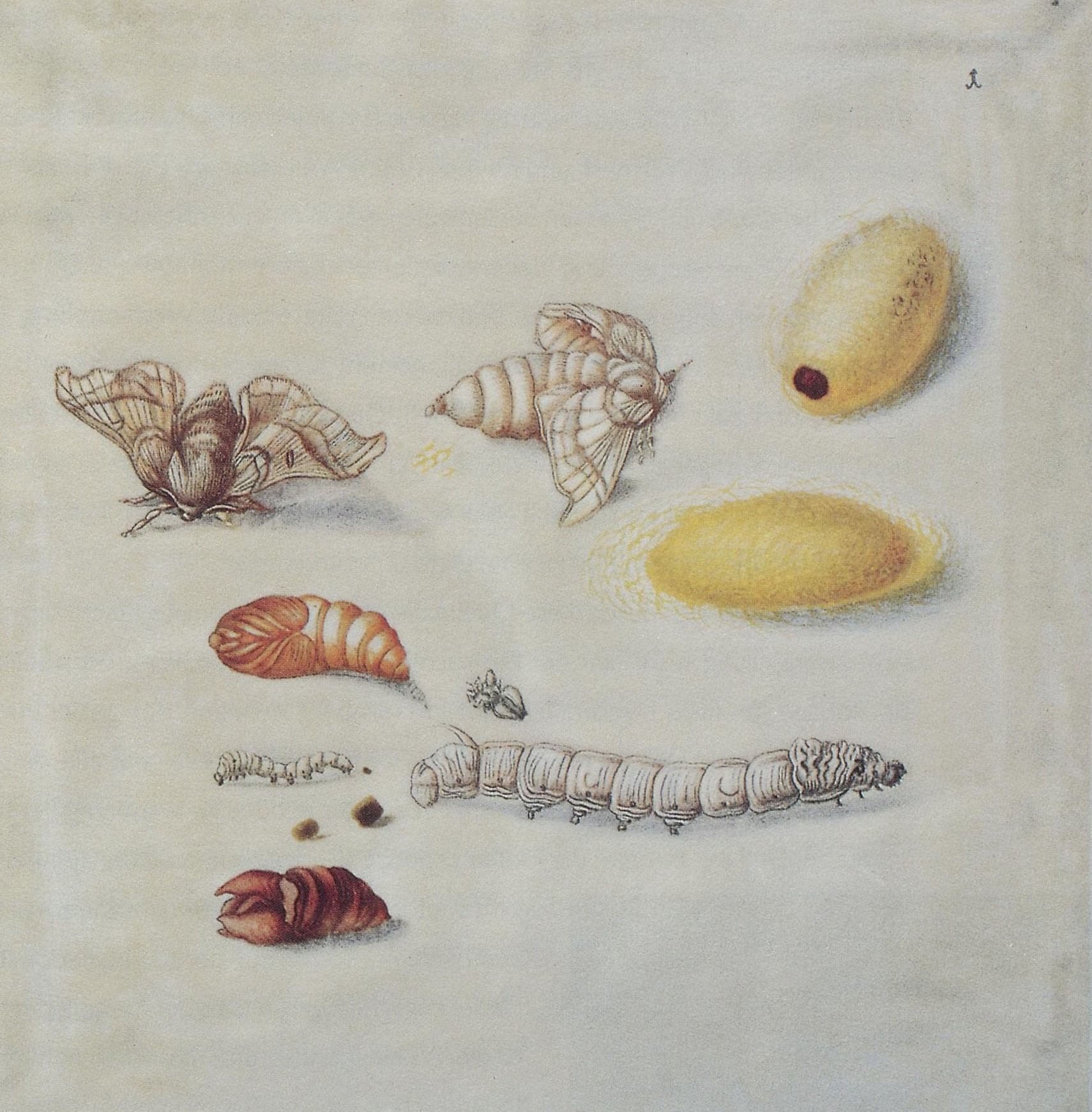
Metamorphose des Seidenspinners, aus Maria Sibylla Merians Studienbuch, nach 1685

Bei der Ankunft wurde Maria Sibylla Graff mit ihrer Mutter und ihren Töchtern sofort in den inneren Bereich eingelassen. Die drei älteren Frauen wurden als „Schwestern“ (Erwählte) von den Labadisten aufgenommen, die jüngere Schwester war dafür noch zu jung. Johann Andreas Graff wurde nur der Status eines „Anwärters“ zugestanden. Ein Vertreter der Labadisten erklärte ihm, dass ihre Ehe nach den Geboten der Gemeinschaft nicht gelten würde. Seine Frau führte nun wieder den Namen Maria Sibylla Merian. In einem Brief vom März 1686 an Schütz sicherte Merian den Umfang ihres persönlichen, in Frankfurt verbliebenen Besitzes ab, was im Falle einer Scheidung oder eines Todesfalls wichtig werden würde. In Wieuward versuchte Graff buchstäblich auf Knien bettelnd, seine Frau dazu zu bewegen, die Ehe wiederaufzunehmen. Graff ging mehrfach nach Nürnberg zurück, reiste aber immer wieder nach Wieuwerd, um seine Frau umzustimmen. Von der Arbeit dort wurde er schließlich krank. Er bat den Bruder Petrus Dittelbach, seine Frau an sein Krankenbett zu holen, wozu sie nicht bereit war. Das war wohl sein letzter Versuch, sie wieder für sich zu gewinnen. Danach gab er auf und kehrte endgültig nach Nürnberg zurück. Die Ehe war gescheitert. Dittelbach schrieb später, nachdem er desillusioniert die Labadisten verlassen hatte, einen Bericht, in dem er den Umgang der Labadisten mit dieser Ehe kritisierte und deutlich mit der Seite des Ehemannes sympathisierte. Merians Sicht ist in keiner schriftlichen Quelle überliefert. Die Ehe wurde durch einen Beschluss des Rats der Stadt Nürnberg am 12. August 1692 geschieden; Graff hatte die Scheidung beantragt, um erneut heiraten zu können.
In dieser Zeit bei den Labadisten begann Merian, ihr „Studienbuch“ anzulegen. Sie sammelte darin kleine Aquarelle auf Pergament und notierte Beobachtungen der dargestellten Raupen und Schmetterlinge aus früheren Jahren. Neue Beobachtungen in Friesland stellte sie in derselben Weise dar und nummerierte sie.

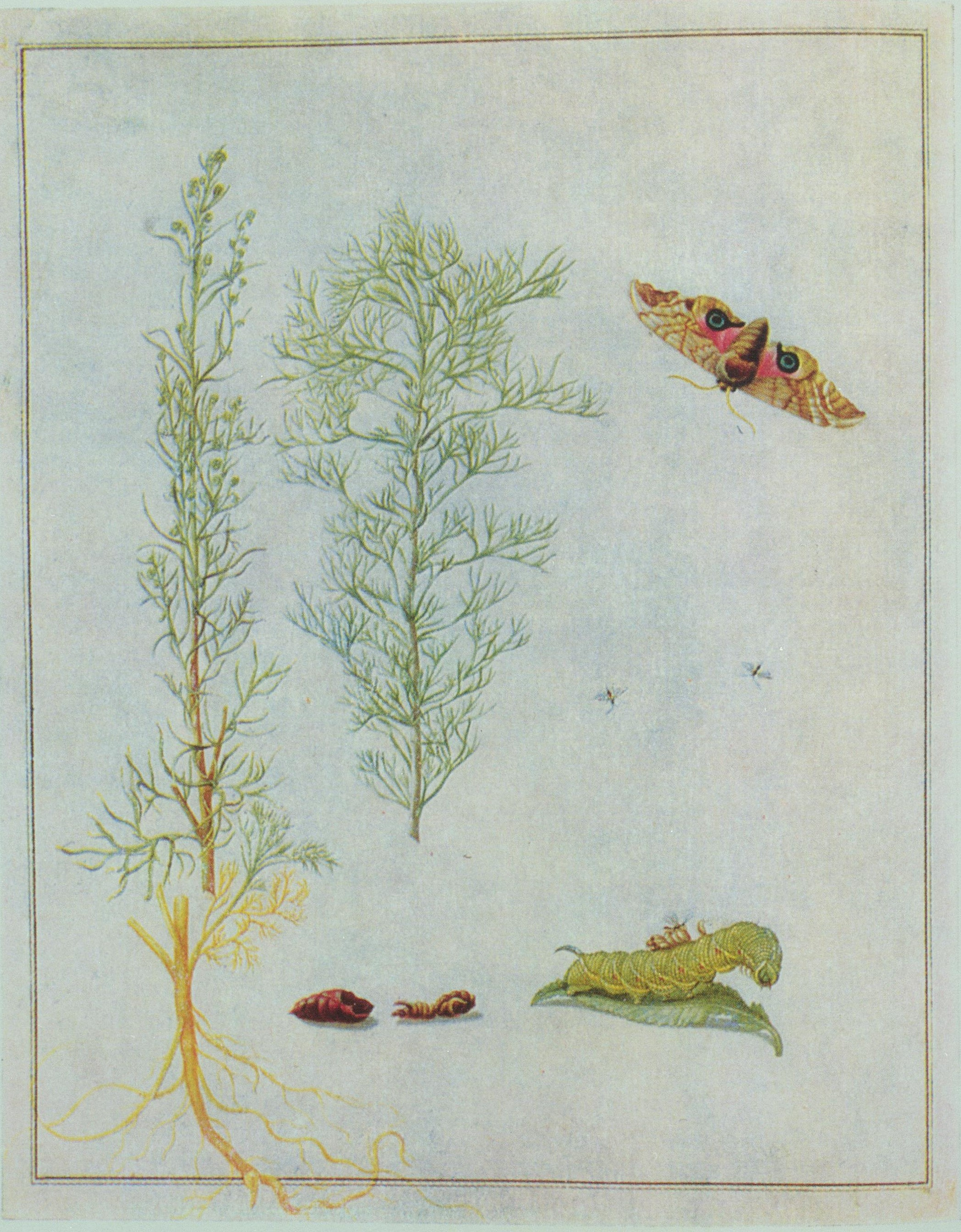
Eberraute, aus Kräuterserie, um 1688–1691. Maria Sibylla Merian hat die Eberraute als Wildform links gemalt. Johanna Herolt ergänzte die Gartenzüchtung ohne Bodenkontakt neben der Wildform. Dorothea Graff malte am Schluss das Abendpfauenauge gemeinsam mit der grünen Raupe, die von einer Erzwespe befallen ist, und die Puppenüberreste des ausgeschlüpften Falters.

Im Laufe der Jahre verstärkten sich die ökonomischen Schwierigkeiten der Labadisten-Gemeinschaft, weshalb die Leitung 1688 die Gütergemeinschaft aufhob, sodass alle Mitglieder sich wieder selbst um ihre Versorgung kümmern mussten. Dafür erhielten sie drei Viertel ihres eingebrachten Vermögens zurück. Es wird angenommen, dass Merian mit Blick auf die Zukunft ihrer Töchter wie auch wegen des Wunsches, ihre Forschungsergebnisse zu veröffentlichen, anstrebte, die Gemeinschaft zu verlassen, doch ihrer kranken Mutter den Wechsel nicht zumuten wollte. Doch in den folgenden drei Jahren erteilte sie ihren Töchtern Malunterricht.
Johanna Graff war noch in Frankfurt von ihrer Mutter im Aquarellieren und Kupferstechen und von ihrem Vater in perspektivischem Zeichnen ausgebildet worden. Allerdings war sie aus der Übung. Die Ausbildung ihrer jüngeren Schwester begann erst in Wieuwerd. Anhand der erst 1974 als „Kräuterserie“ und „Gartenserie“ zusammengefassten Bilder, die zwischen 1688 und 1691 in Wieuwerd gemalt wurden, hat die Kunsthistorikerin Carin Grabowski Merians Unterrichtsmethode nachvollzogen und die einzelnen Teile der Bilder den drei Malerinnen zugeordnet. Der Unterricht erfolgte in zwei Lernstufen und war auf drei bis vier Jahre ausgelegt. In der ersten Lernstufe (Bilder der „Kräuterserie“) bereitete Merian für ihre Töchter jeweils ein Arbeitsblatt vor, das sie schon teilweise befüllte. Die Töchter sollten es zu einer ästhetischen Komposition ergänzen. Als Zeichen der Akzeptanz des Ergebnisses versah die Mutter das Blatt schließlich mit einer doppelten Rahmenlinie. Während bei der ersten Stufe jede Tochter ihren eigenen Stil entwickeln sollte, ging es bei den Zeichnungen in der zweiten Lernstufe (Bilder der „Gartenserie“) darum, eine gemeinsame Gestaltungsweise zu entwickeln, also den individuellen Stil unterzuordnen. Bei allen Zeichnungen haben zwei oder drei der Malerinnen zusammengewirkt.
1690 starb Merians Mutter. Im Sommer 1691 verließ sie gemeinsam mit ihren Töchtern und dem Labadisten-Bruder Jacob Hendrik Herolt (um 1660–1715), den Johanna Graff geheiratet hatte, die Labadisten und siedelte sich im aus deren Sicht unheiligen Amsterdam an. Sie hat diesen Schritt nie kommentiert.

### Amsterdam 1691–1699

Weiße Cyclamen, nach 1691. Das Bild ist eines von zahlreichen Beispielen, bei dem heute (noch) nicht entschieden werden kann, wie hoch der jeweilige Anteil der drei Malerinnen des „Merian-Studios“ ist.

In Amsterdam lebte Maria Sibylla Merian mit ihrer jüngeren Tochter zusammen. Wie schon in Wieuwerd vorbereitet, etablierte sie gemeinsam mit ihren Töchtern eine Malwerkstatt, die sie leitete. Als weitere Standbeine zur Sicherung des Lebensunterhalts eröffnete sie eine Malschule für Frauen und betrieb einen Farbenhandel. Die zunehmende Produktivität der Werkstatt weist darauf hin, dass die Bilder arbeitsteilig und in einem manufakturartigen Vorgehen entstanden. Die Töchter kopierten die Vorlagen mittels Abpausen durch transparentes Pergament und kompilierten die Bilder aus verschiedenen Quellen. Darüber hinaus wurde auch mit Schablonen gearbeitet, um besonders schöne Kompositionen zu erzielen. Merian signierte ihre eigenen Arbeiten nur selten. Vereinzelt gibt es Bilder, die von Merian und Herolt signiert sind. Bei weiteren Beispielen haben vermutlich die Töchter oder fremde Personen mit Merians Namen signiert. Die Arbeitsgemeinschaft ging so weit, dass sowohl Johanna Herolt als auch Dorothea Graff in Teilen die Korrespondenz der Mutter übernahmen und mit deren Namen unterschrieben.
Hier fand Merian zahlreiche Anregungen für ihre künstlerischen Vorhaben. Als anerkannte Naturforscherin bekam sie Zutritt zu den Naturalienkabinetten, Gewächshäusern und Orangerien in den Häusern reicher Bürger wie beispielsweise der Sammlerin tropischer Pflanzen Agnes Block. Die Bekanntschaft mit Caspar Commelin, dem Leiter des Botanischen Gartens in Amsterdam, erwies sich als besonders wertvoll für ihre Studien; später lieferte er die wissenschaftlichen Anmerkungen für ihr großes Buch der Insekten aus Surinam. Sie las intensiv die inzwischen neu erschienenen Bücher über ihr Spezialgebiet, die Entomologie, und verglich sie mit ihren eigenen Studienergebnissen. Darüber hinaus malte sie Blumen- und Vogeldarstellungen für wohlhabende Naturfreunde, vorhandene Pflanzenbilder ergänzte sie durch Abbildungen von Fliegen, Käfern und Schmetterlingen; ihre Töchter unterstützten sie dabei. Die Kontakte zu einflussreichen Bürgern der Stadt nutzte sie, um die geplante Reise nach Surinam, wohin auch ihr Schwiegersohn, der Kaufmann Jacob Hendrik Herolt, geschäftliche Kontakte hatte, vorzubereiten.

### Reise nach Surinam 1699–1701
Im Februar 1699 verkaufte sie einen großen Teil ihrer Sammlungen und ihrer Bilder, um die Reise zu finanzieren. Im April hinterlegte sie bei einem Amsterdamer Notar ein Testament, in dem sie ihre Töchter zu Universalerbinnen bestimmte. Im Juni 1699 ging sie mit ihrer jüngeren Tochter Dorothea Maria an Bord eines Kauffahrteiseglers, der sie nach Surinam brachte. Über ihre Intention schrieb sie im Vorwort zu Metamorphosis insectorum Surinamensium:

„In Holland sah ich jedoch voller Verwunderung, was für schöne Tiere man aus Ost- und Westindien kommen ließ, … In jenen Sammlungen habe ich diese und zahllose andere Insekten gefunden, aber so, dass dort ihr Ursprung und ihre Fortpflanzung fehlten, das heißt, wie sie sich aus Raupen in Puppen und so weiter verwandeln. Das alles hat mich dazu angeregt, eine große und teure Reise zu unternehmen und nach Surinam zu fahren (ein heißes und feuchtes Land …), um dort meine Beobachtungen fortzusetzen.“

Obwohl Freunde und Bekannte ihr wegen des dort herrschenden extremen Klimas dringend von einer Reise nach Surinam abrieten, ließ sich Maria Sibylla Merian von ihren Plänen nicht abbringen. Von der Stadt Amsterdam erhielt sie finanzielle Unterstützung für ihr Unternehmen. Ausgehend anfangs von der Landeshauptstadt Paramaribo, später von der 65 km entfernten Labadistengemeinde Providentia, wo sie bei der Pietisten-Gemeinde wohnten, unternahmen die beiden Frauen ihre Exkursionen in die schwer zugänglichen Urwälder. Dort beobachteten, zeichneten oder sammelten sie alles, was sie über die tropischen Insekten entdecken konnten. Sie hielten mehrere Sklaven („myne slaven“), die den Weg gangbar machen mussten und mit denen sie sich auf Kreolisch („Neger-Englisch“) unterhielten. Ihre Einteilung der Schmetterlinge in Tag- und Nachtfalter (von ihnen als Kapellen und Eulen bezeichnet) ist bis heute gültig. Pflanzennamen übernahmen sie aus dem Sprachgebrauch der Indianer. Nach zweijährigem Aufenthalt war die nun 54-jährige Merian den Anstrengungen nicht mehr gewachsen und erkrankte heftig an Malaria. Am 23. September 1701 trafen sie und ihre Tochter, begleitet von einer surinamesischen Dienerin (von ihnen als „ihre Indianin“ bezeichnet), wieder in Amsterdam ein.
Den Pfauenstrauch zeichnete sie nicht nur, sondern beschrieb ihn auch als indigenes Mittel zum selbstbestimmten Schwangerschaftsabbruch:
„Ihr Samen wird gebraucht für Frauen, die Geburtswehen haben und die weiterarbeiten sollen. Die Indianer, die nicht gut behandelt werden, treiben, damit ihre Kinder ab, damit ihre Kinder keine Sklaven werden, wie sie es sind. Die schwarzen Sklavinnen aus Guinea und Angola müssen sehr zuvorkommend behandelt werden, denn sonst wollen sie keine Kinder haben ..."

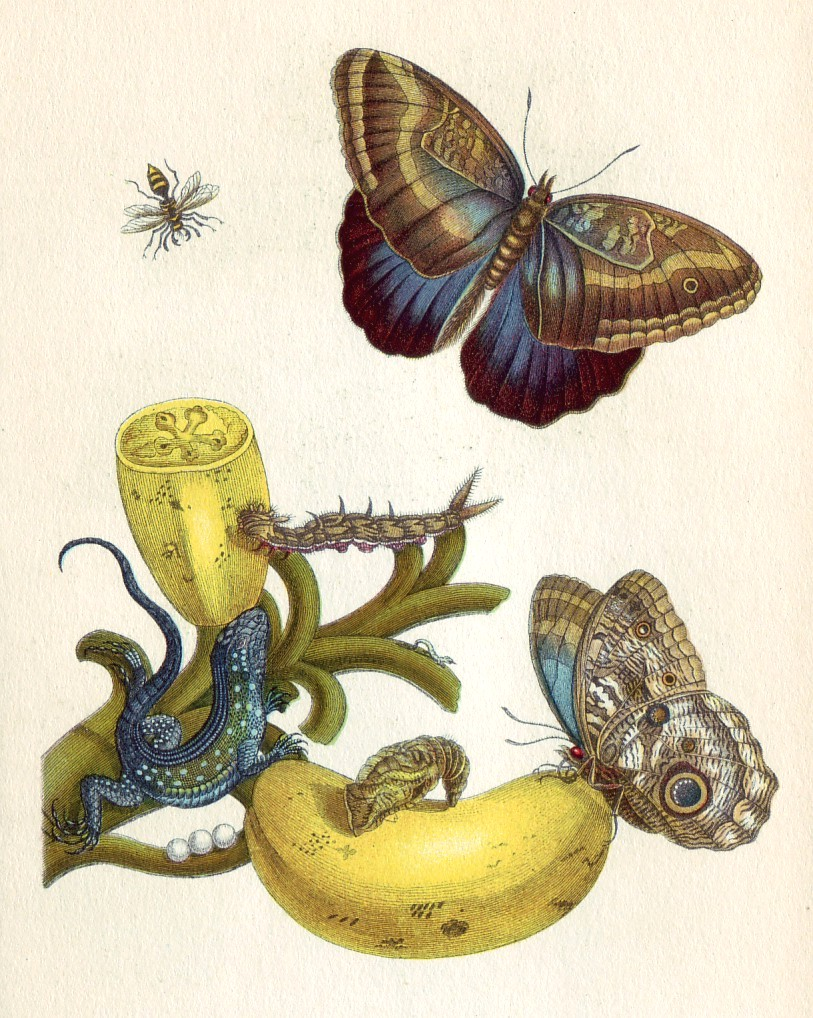
Platte XXIII aus Metamorphosis insectorum Surinamensium, Boccaves-Frucht mit Entwicklungsstadien des Falters „Kleiner Atlas“ und Eidechse
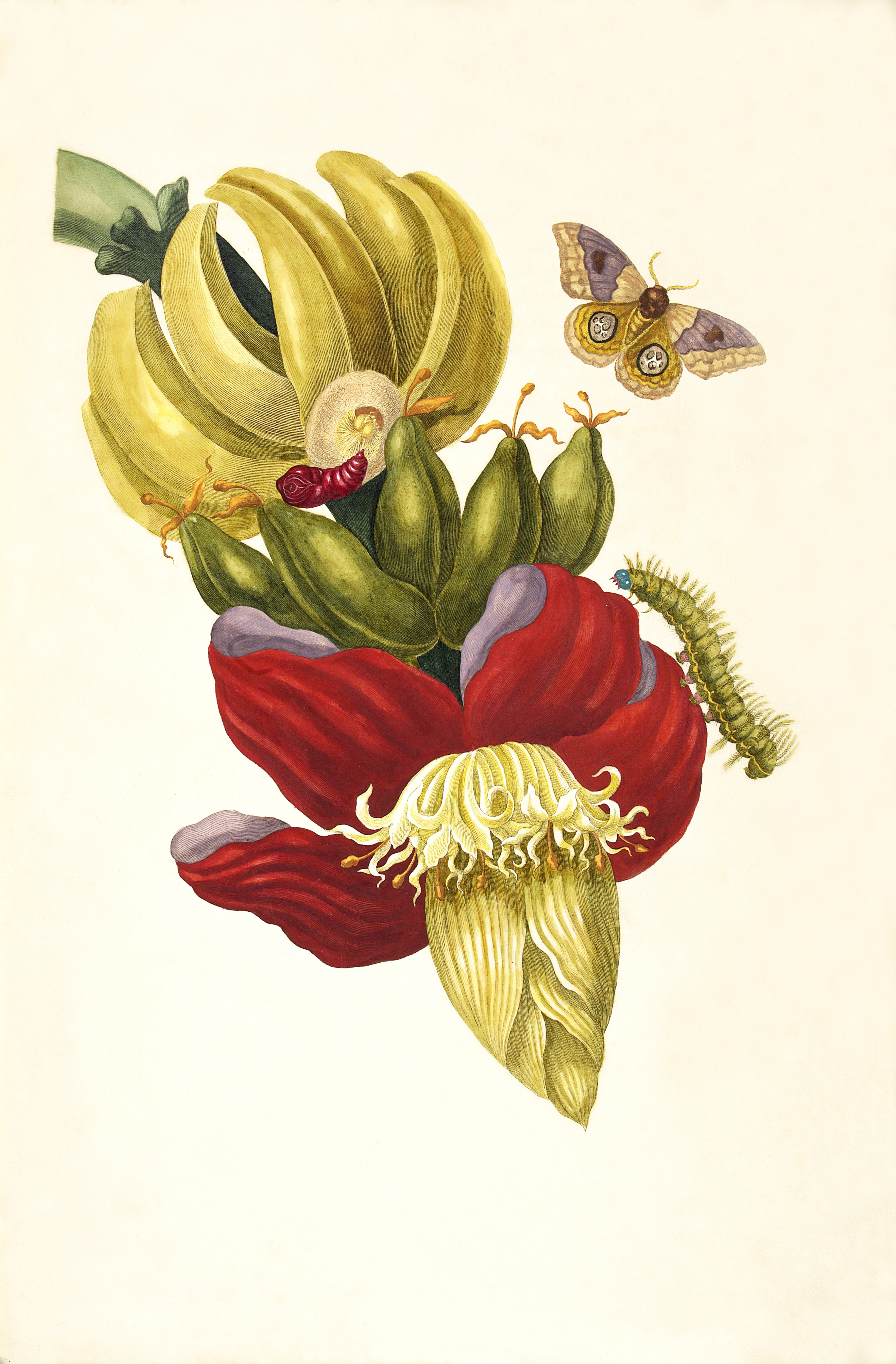
Platte XII aus Metamorphosis insectorum Surinamensium, Banane
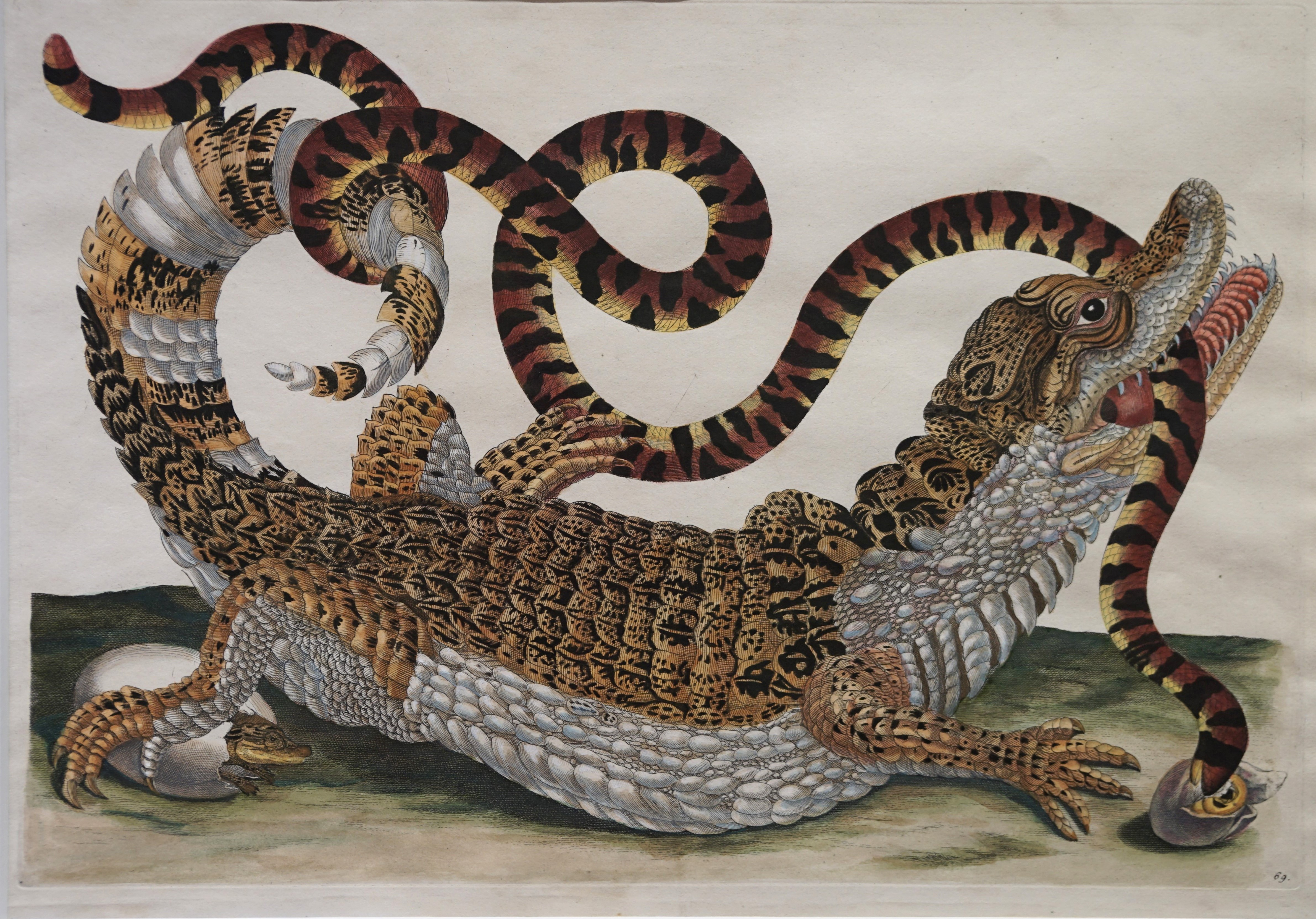
Kaiman mit Korallenschlange, Erweitertes Surinambuch, Tafel 69

### Amsterdam 1701–1717
Zurück in Amsterdam lebte Merian weiter mit ihrer jüngeren Tochter zusammen, die bald nach der Rückkehr einen Chirurgen aus Heidelberg namens Philip Hendriks heiratete, den sie vermutlich in Surinam kennengelernt hatte. Mutter und Tochter betrieben gemeinsam ein Unternehmen zur Herstellung und Vertrieb der Drucke und Malereien von Merian. Dabei stammten einige der Werke von Dorothea Hendriks.
Der Bürgermeister stellte das Stadthaus für eine Ausstellung zur Verfügung, in der die mitgebrachten exotischen Tier- und Pflanzenpräparate zu sehen waren und unter großem Zuspruch bestaunt wurden. Ihre Zeichnungen und Sammelobjekte dienten Merian als Vorlagen für Pergamentmalereien, nach denen 60 Kupferstiche für ein großformatiges Prachtwerk über die Flora und Fauna Surinams, insbesondere über die dort lebenden Insekten angefertigt wurden. 1705 erschien in ledernem, goldverziertem Einband das Hauptwerk der Maria Sibylla Merian: Metamorphosis insectorum Surinamensium. In der Einleitung erklärte sie:

„Bei der Herstellung dieses Werkes bin ich nicht gewinnsüchtig gewesen, sondern wollte mich damit begnügen, wenn ich meine Unkosten zurückbekomme. Ich habe keine Kosten bei der Ausführung dieses Werkes gescheut. Ich habe die Platten von den berühmtesten Meistern stechen lassen und das beste Papier dazu genommen, damit ich sowohl den Kennern der Kunst als auch den Liebhabern der Insekten Vergnügen und Freude bereite, wie es auch mich dann freuen wird, wenn ich höre, dass ich meine Absicht erreicht und gleichzeitig Freude bereitet habe.“

Maria Sibylla Merian war nun als große Naturforscherin und Künstlerin anerkannt, konnte aber allein von den Erträgen ihrer relativ teuren Bücher nicht leben. Zusätzlich gab sie Malunterricht, führte Auftragsarbeiten für andere Naturforscher aus und handelte, wie schon in Nürnberg, mit Malutensilien und verkaufte Tier- und Pflanzenpräparate aus ihrer Naturaliensammlung.
1711 ging die ältere Schwester Johanna zusammen mit ihrem Mann nach Surinam. Im selben Jahr starb Dorotheas Ehemann, und sie nahm danach – vermutlich aus geschäftlichen Gründen – den Namen ihrer Mutter, Merian, an. 1713 und 1714 veröffentlichten Mutter und Tochter überarbeitete und ins Niederländische übersetzte Auflagen der ersten beiden Bände des Raupenbuchs. 1714 hatte Maria Sibylla Merian einen Schlaganfall, der sie teilweise lähmte; gesundheitlich scheint es ihr aber bereits seit 1712 schlechter gegangen zu sein, so dass sie kaum mehr arbeitsfähig war. Vermutlich stammen die in dieser Zeit entstandenen Werke von ihrer Tochter Dorothea.

### Tod und Erbe
Maria Sibylla Merian starb 1717 im Alter von 69 Jahren in Amsterdam. Sie wurde im Amsterdamer Friedhof Leidse Kerkhof begraben. Vier Gulden waren für ein eigenes Grab und vierzehn Sargträger bezahlt worden. 1866 wurde der Friedhof aufgelöst.
An ihrem Todestag erwarb Robert von Areskin, Leibarzt von Peter dem Großen, in dessen Auftrag eine Reihe von Aquarellen und für sich selbst das Studienbuch, das sie auf Schloss Waltha angelegt hatte. Alles ist heute im Besitz der Akademie der Wissenschaften in Sankt Petersburg.

Ein Falter aus der Gerningschen Sammlung

Die jüngere Tochter Dorothea Maria Merian veröffentlichte 1717 den dritten Band des Raupenbuchs in Amsterdam. Ende 1717 heiratete sie Georg Gsell. Sie verkaufte den wissenschaftlich-künstlerischen Nachlass ihrer Mutter an einen Amsterdamer Verleger und zog dann mit ihrem Mann nach Sankt Petersburg. 1736 reiste sie von dort noch einmal nach Amsterdam, um weitere Aquarelle ihrer Mutter für die Akademie der Wissenschaften zu erwerben.
Der wichtigste Teil der Schmetterlingssammlung gelangte auf Umwegen in die private Kollektion des Bankiers Johann Christian Gerning (1745–1802) und seines Sohnes Johann Isaak von Gerning (1767–1837) in Frankfurt am Main, mit der später das Naturhistorische Museum Wiesbaden gegründet wurde. Die immer noch ansehnlichen Exemplare aus der Sammlung Merians können den Wissenschaftlern des Museums noch heute als Referenzmaterial dienen.

## Lebensleistung

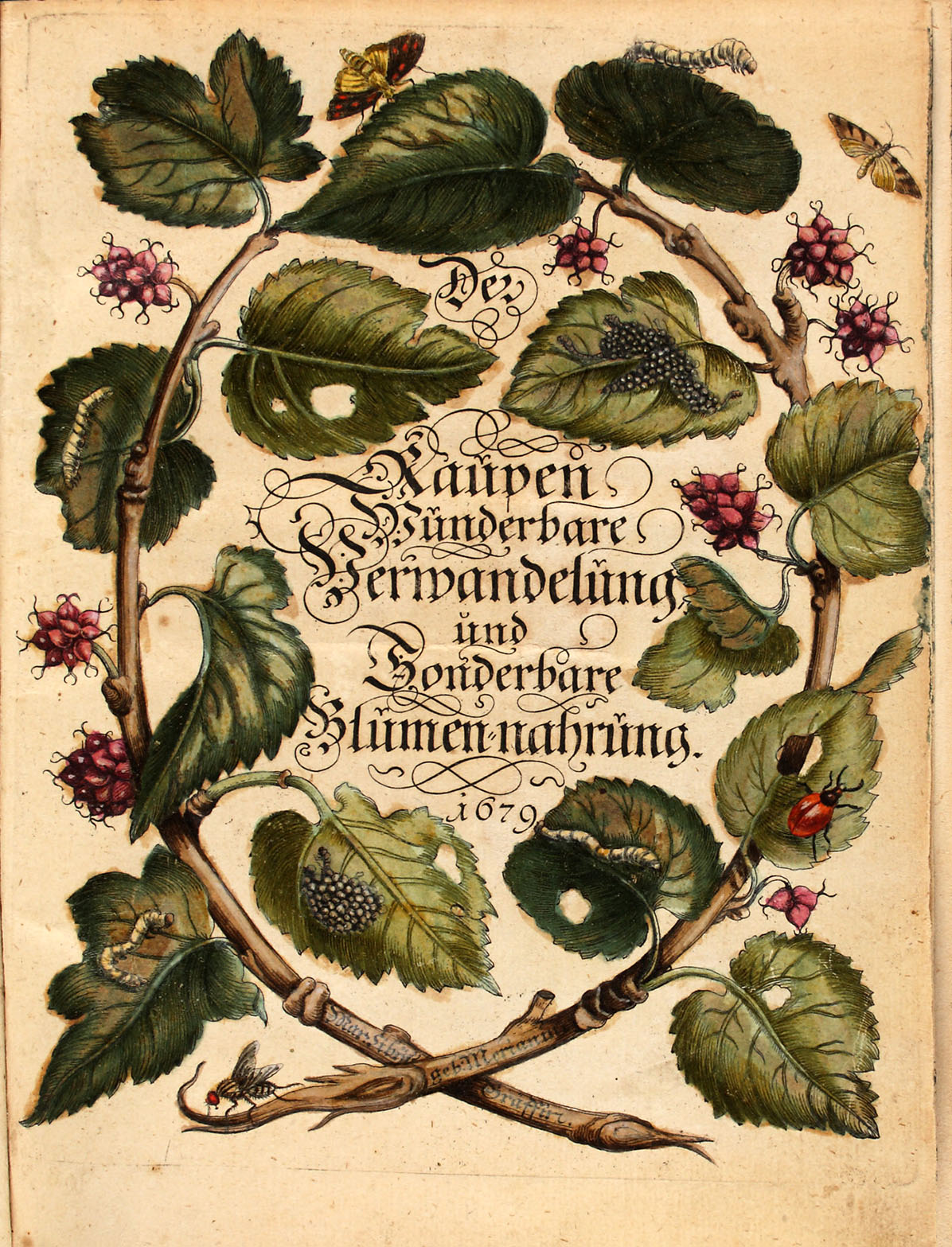
Der Raupen wunderbare Verwandelung und sonderbare Blumennahrung – koloriertes Titelblatt des ersten Bandes von 1679

Maria Sibylla Merian gehörte zu den ersten Forscherinnen, die Insekten systematisch beobachteten und etwas über deren tatsächliche Lebensumstände herausfanden. Sie konnte zeigen, dass jede Schmetterlingsart als Raupe von einigen wenigen Futterpflanzen abhängig ist und ihre Eier nur an diesen Pflanzen ablegt. Vor allem die Metamorphose der Tiere war weitgehend unbekannt. Zwar wussten einige Gelehrte von der Verwandlung von Raupen in ausgewachsene Schmetterlinge, weiteren Kreisen der Bevölkerung, aber auch vielen Gebildeteren, war der Vorgang fremd. Merian trug entscheidend dazu bei, dies zu ändern, nicht zuletzt, weil ihr Buch Der Raupen wunderbare Verwandlung und sonderbare Blumennahrung in deutscher Sprache erschien. Aus demselben Grund allerdings versagten ihr viele Wissenschaftler jener Zeit die Anerkennung – die Fachsprache der Gelehrten war Latein.
Ungewöhnlich war auch, dass sie ihre Arbeit in Südamerika fortsetzte. Reisen in die Kolonien waren üblich, um sich dort anzusiedeln und durch Ausbeutung von Sklaven möglichst schnell reich zu werden oder um als Abenteurer nach Schätzen zu suchen. Forschungsreisen waren praktisch unbekannt. So wurden auch die Reisepläne von Maria Sibylla Merian kaum ernst genommen, bevor es ihr gelang, unter vergleichsweise schwierigen Umständen in den Urwäldern von Surinam eine Reihe bislang unbekannter Tiere und Pflanzen zu entdecken, deren Entwicklung zu studieren und zu dokumentieren und ihre Forschungsergebnisse später in Europa bekannt zu machen.
Unabhängig von den wissenschaftlichen Resultaten waren es vor allem die äußeren Umstände der Reise, die für Aufsehen sorgten. Eine Frau um 1700, ohne männlichen Schutz, allein von ihrer Tochter begleitet, wochenlang auf einem Handelsschiff unterwegs, um zwei Jahre lang tagsüber in Begleitung einiger Ureinwohner bei feucht-heißem Klima in äquatornahen Urwäldern ihrer wissenschaftlichen Arbeit nachzugehen – allein schon diese Leistung verschaffte ihr in Europa nachhaltig Ruhm und Respekt. Zahlreiche Biografien und ein Dutzend Romane über Maria Sibylla Merian erschienen – während ihre wissenschaftlichen Erkenntnisse, obwohl seinerzeit viel beachtet und historisch bedeutsam, von der Entwicklung der Naturwissenschaften bald überholt wurden.

## Wirkungsgeschichte
Maria Sibylla Merian war zu ihren Lebzeiten hoch angesehen, was auch nach ihrem Tod für den Rest des 18. Jahrhunderts galt. Ihre beiden Hauptwerke – das Raupenbuch und das Insektenbuch – wurden immer wieder neu aufgelegt, wobei die späteren Auflagen nur noch für Insektenkundler bestimmt waren. Auf den künstlerischen Anspruch wurde bei diesen Auflagen verzichtet, es handelte sich nur noch um schlechte, verkleinerte Nachstiche.
Künstlerisch war gerade in Nürnberg Merians Einfluss länger spürbar. Sie hatte die Tradition der Blumenmalerei nach niederländischem Vorbild belebt, was von August Johann Rösel von Rosenhof und Georg Dionysius Ehret fortgesetzt wurde. Rösel von Rosenhof veröffentlichte die Ergebnisse seiner entomologischen Untersuchungen und Malereien zwischen 1746 und 1746 in seinen Insektenbelustigungen, die Merians Insektenbuch zum Vorbild hatten. Linné hat außerdem eine Motte (Phalaena merianella) und einen Schmetterling (Papilio sibilla) nach ihr benannt. Noch 1836 lobte Johann Nepomuk Eiselt sie in seiner Insektenkunde, sie hätte die Wissenschaft mit ihren Erfahrungen bereichert. 1835 schrieb der französischen Schriftsteller und Hobby-Entomologe Charles Nodier die Erzählung Sibylle Mérian, in der es der berühmten Forscherin gelingt, ihren fiktiven zwölfjährigen Großneffen für die Welt der Insekten zu interessieren, in dem sie ihm ein „auserwähltes Volk“ (nämlich Insekten) beschreibt, dass vollkommen auf die Welt komme und mit weiter entwickelten Werkzeugen und besseren Sinnesorganen als die Menschheit ausgestattet sei.
Etliche Bewunderer ihrer Arbeiten integrierten Merians Motive in ihre eigenen Publikationen. Beispiele sind der Botaniker und Entomologe James Petiver, der sein Werk um zwölf Tafeln ergänzte, die Motive aus Merians Insektenbuch kopierten, und der Apotheker Albertus Seba, der Motive Merians in seinen vierbändigen Thesaurus von 1734/5 integrierte. Auch Friedrich Justin Bertuch übernahm in seinem Sach- und Lehrbuch Bilderbuch für Kinder Motive Merians, so zum Beispiel bei dem Bild „Vogelspinne und Skorpione“. Besonders häufig bediente sich Johann Jacob Scheuchzer der Darstellungen aus Merians Insektenbuch, insbesondere bei seiner Kupfer-Bibel. Diese Künstler und Autoren verwendeten die Bilder jeweils für ihre eigenen Intentionen.
Mitte des 19. Jahrhunderts kam es zu einer Wende in der Wertschätzung Merians. Ihr Werk wurde nun scharf kritisiert. So warf ihr zum Beispiel der britische Naturwissenschaftler Lansdown Guilding viele Irrtümer in ihrem Hauptwerk, dem Insektenbuch, vor und bezeichnete ihre Illustrationen als grob und wertlos. In der Biologie war es zu einem Wandel gekommen, Systematisierung und Taxonomie standen nun im Vordergrund. So stellte die Herausbildung der modernen Biologie als Naturwissenschaft und das Ende der Naturgeschichte in dieser Zeit eine entscheidende Zäsur in der Rezeption von Merians Forschung dar. Auch unter künstlerischen Gesichtspunkten war Merian im 19. Jahrhundert nicht mehr im Fokus und geriet für längere Zeit in Vergessenheit. Zu diesem Wandel hatten auch schlechte Nachdrucke beigetragen. Die Kritiker bezogen sich durchweg auf die minderwertigen Editionen von 1719 und 1726. Die kolorierten Erstausgaben waren in Vergessenheit geraten.
Erst ab den 1940er Jahren wurde Maria Sibylla Merian wiederentdeckt. Jantje Stuldreher-Nienhuis legte 1945 eine Biografie Merians vor, die sich durch ein sorgfältiges Quellenstudium auszeichnete. Neben Stuldreher-Nienhuis haben ab den 1960er Jahren Helmut Deckert und Elisabeth Rücker Licht auf die äußeren Umstände der Entstehung von Merians Werk geworfen, bislang unbekannte Aspekte bekanntgemacht und etliche falsche Behauptungen richtiggestellt. Seit den 1960er Jahren förderten Faksimileausgaben des Neuen Blumenbuchs, der St. Petersburger Aquarelle, ihres Studienbuchs und des Insektenbuchs die Merian-Renaissance. Die bis dahin schwer zugänglichen Arbeiten, insbesondere die Konvolute in Russland, wurden so für die Öffentlichkeit und die Forschung wieder zugänglich. Damit konnte Merian und ihre naturforschende Malerei wieder im wissenschaftsgeschichtlichen Zusammenhang unter entomologischen und botanischen Gesichtspunkten erschlossen werden.
Jantje Stuldreher-Nienhuis hatte 1944 bereits vier Briefe Merians erstmals veröffentlicht. Elisabeth Rücker und William T. Stearn veröffentlichten 1967 und 1982 insgesamt siebzehn Briefe. Ein weiterer Brief wurde zu Merians 350. Geburtstag publiziert. 2020 wurden die achtzehn Briefe zusammen mit Transkriptionen und Übersetzungen in einer kommentierten Edition abgedruckt.
Die Wiederentdeckung Merians spiegelte sich auch in der intensiven biografischen Erforschung ihres Lebens wider. Nach den biografischen Darstellungen von Stuldreher-Nienhuis (1945) und Rücker (1967) erschienen ab den 1970er Jahren in dichter Folge weitere wissenschaftliche Lebensabrisse von Wolf-Dietrich Beer, Margarete Pfister-Burkhalter und Rücker. Natalie Zemon Davis publizierte 1995 eine ausführliche Biografie Merians, worin sie für ihr Werk den Begriff der „ökologischen Sicht auf die Natur“ prägte.
Ab den 1950er Jahren wurde Maria Sibylla Merian regelmäßig in Enzyklopädien zu berühmten Frauengestalten aufgenommen (zum Beispiel 1954 in das Lexikon der Frau). Ab den 1980er Jahren erschienen bemerkenswerte Arbeiten zu Merian und ihrem Werk im Kontext der Genderstudies: Die Germanistin Ingrid Guentherodt analysierte die Sprache in Merians Raupenbuch. Margaret Alic, Londa Schiebinger, und Renate Feyl fokussierten auf den Kontext ihrer naturwissenschaftlichen Leistungen. Viktoria Schmidt-Linsenhoff reflektierte Merian als Diskursfigur des Feminismus, wogegen Diana Krause ihre Rezeptionsgeschichte analysierte. Tomomi Kinukawa erschloss mittels bis dahin unveröffentlichter Briefe die Beziehungen zwischen Künstlern, Verlegern und begeisterten Raritätensammlern in Merians Umkreis.

## Töchter und Nachfahren
Die jüngere Tochter Dorothea malte ähnliche Motive wie ihre Mutter. Mit ihrem zweiten Mann, dem Maler Georg Gsell (sie war seine dritte Frau), ging sie nach Sankt Petersburg. Dort unterrichtete sie Kunst an der Akademie der Wissenschaften und leitete deren naturkundliche Sammlung, zudem war sie Kuratorin der Kunstkammer. Sie und ihr Ehemann hatten eine „Patchworkfamilie“ mit Kindern aus früheren Ehen beider Partner und eigenen Kindern; ihre Nachfahren lassen sich noch über mehrere Generationen in Russland nachweisen.
Auch für die ältere Tochter Johanna, die 1730 in Surinam starb, lassen sich Nachfahren noch über mehrere Generationen nachweisen.
Die Töchter wurden in den Darstellungen der Biografie ihrer berühmten Mutter lange nur am Rande erwähnt. Noch Natalie Zemon Davis bezog 1996 die Töchter nur an wenigen Stellen ein. Nur beim dritten Band des Raupenbuchs ging sie auf die Beiträge der Töchter zum Werk ein. Die Entomologin Katharina Schmidt-Loske, die die naturwissenschaftliche Genauigkeit von Maria Sibylla Merians Arbeiten untersuchte, gelang es in Teilen, anhand der Untersuchung von Vogeldarstellungen eine Händeunterscheidung zwischen Mutter und Johanna Herolt zu belegen. Erst 2008 mit der von Ella Reitsma kuratierten Merian-Ausstellung wurde erstmals der Anteil der Töchter an der Bildproduktion des „Merian-Studios“ herausgestellt. Reitsma wagte eine Händescheidung, die aber laut Carin Grabowski noch nicht überzeugend belegt werden konnte. Carin Grabowski selbst hat die Ausbildung der Töchter durch Merian anhand von Originalen des St. Petersburger Konvoluts nachvollzogen und eine Händescheidung der drei Malerinnen abgeleitet.

## Würdigungen

### Namensgeberin
Pflanzen

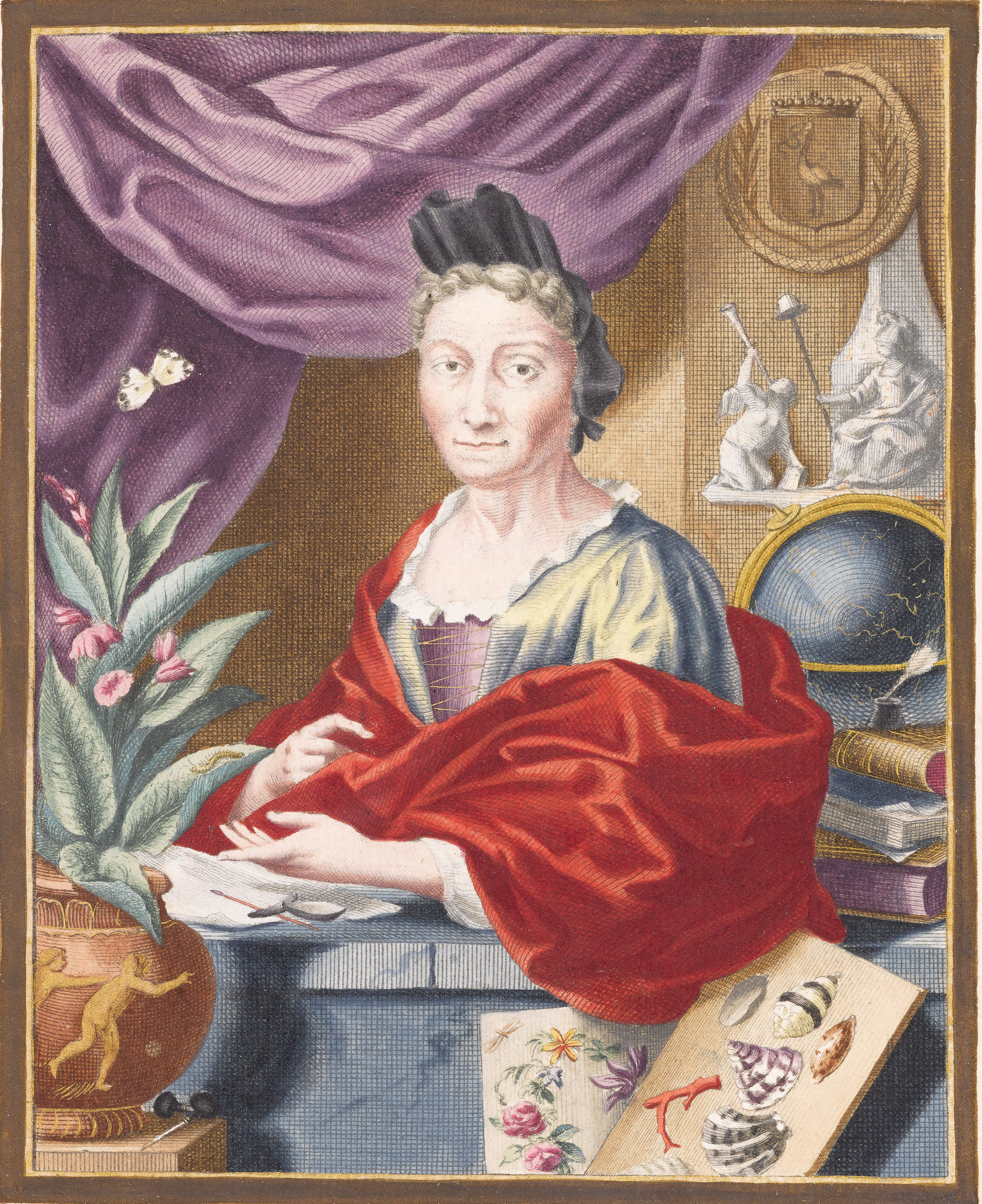
Porträt von Maria Sibylla Merian aus dem Jahr 1717. Stich von Jacobus Houbraken, nach Georg Gsell. Hand-kolorierter Abklatsch des Titel-Kupferstichs für die niederländische Ausgabe der drei Raupenbücher 1717

- Watsonia meriana (Schwertliliengewächs)
- Meriana, Synonym der Gattung Watsonia
- Meriania, Gattung in der Familie der Schwarzmundgewächse

Tierarten
- Catasticta sibyllae (Schmetterling)[95]
- Erinnyis merianae (Alternativname für Erinnyis lassauxii, Schmetterling)
- Eulaema meriana (Biene)
- Metellina merianae (Spinne)
- Plisthenes merianae (Wanze)
- Salvator merianae (Schwarzweißer Teju, eine Schienenechse)

Schulen und Forschungszentren
- Zahlreiche Schulen sind nach ihr benannt, darunter eine Gesamtschule in Bochum-Wattenscheid sowie das Sibylla-Merian-Gymnasium im Landkreis Gifhorn.
- Seit August 2020 trägt das Maria-Merian-Gymnasium Schkeuditz im Landkreis Nordsachsen den Namen der Naturforscherin und Künstlerin.[96]
- Zwischen 2015 und 2020 wurden fünf nach Maria Sibylla Merian benannte Forschungszentren eröffnet:[97]
  - Neu-Delhi: M.S. Merian – R. Tagore International Centre of Advanced Studies ‘Metamorphoses of the Political’ (ICAS:MP)
  - Guadalajara: Maria Sibylla Merian Center for Advanced Latin American Studies in the Humanities and Social Sciences (CALAS)
  - São Paulo: Maria Sibylla Merian Centre for Conviviality-Inequality in Latin America (MECILA)
  - Accra: Maria Sibylla Merian Institute for Advanced Studies in Africa – ‘Sustainable Governance’ (MIASA)
  - Tunis: Merian Centre for Advanced Studies in the Maghreb (MECAM)

Straßen und Lokalitäten
- In Dresden wurde der Merianplatz nach ihr benannt.
- In Nürnberg trägt der 2013 neu angelegte Maria Sibylla Merian-Garten auf der Kaiserburg ihren Namen. Da sie von 1668 bis 1682 in unmittelbarer Nähe zur Burg wohnte, nutzte sie diesen einst selbst zu Blumen- und Insektenstudien. Alle heutigen Pflanzen wurden hierbei den Büchern oder Zeichenblättern Merians entlehnt.[98]
- Im Juni 2017 wurde das Gebäude des Senckenberg Biodiversität und Klima Forschungszentrums in Frankfurt am Main in Maria Sibylla Merian-Haus umbenannt.[99]
- Im Jahr 2018 wurde in Wien-Donaustadt (22. Bezirk, Seestadt Aspern) die Maria-Merian-Gasse nach ihr benannt.
- In Fürstenwalde/Spree trägt der 2022 eingeweihte Maria-Merian-Weg ihren Namen.[100]
- Auf der Venus wurde ein Krater mit 22 km Durchmesser nach ihr benannt.[101]
- In Hanau wurde im Pioneer-Park der Maria-Merian-Bogen nach ihr benannt.[102]
- seit Januar 2025 ist eine Straße in Neustadt an der Weinstrasse nach ihr benannt[103]

Schiffe
- Ein deutsches Forschungsschiff für Untersuchungen im Bereich des Eisrandes, beheimatet am Leibniz-Institut für Ostseeforschung Warnemünde, trägt seit dem 26. Juli 2005 den Namen Maria S. Merian. Das Schiff wurde am 9. Februar 2006 vor Warnemünde an das Institut übergeben und in Dienst gestellt.
- Ein 2011 gebautes Fahrgastschiff der Frankfurter Primus-Linie trägt den Namen Maria Sibylla Merian.

Weitere
- Zwischen 1994 und 2009 zeichnete das Hessische Ministerium für Wissenschaft und Kunst alljährlich zwei junge Künstlerinnen mit dem Maria Sibylla Merian-Preis aus.
- Die 2007 in Frankfurt am Main gegründete Akademische Damenverbindung Meriana hat ihren Namen als Ausdruck der Hochachtung vor Merian gewählt.[104]

### Banknote und Briefmarke
Gegen Ende des 20. Jahrhunderts wurden die Arbeiten von Maria Sibylla Merian auch öffentlich neu bewertet und gewürdigt. Ihr Porträt war ursprünglich für die 1990 neu eingeführten 100-DM-Scheine vorgesehen. Für das Porträt von Maria Sibylla Merian stand jedoch nur eine künstlerisch minderwertige Radierung von Johann Rudolf Schellenberg zur Verfügung, da an der ursprünglichen Vorlage Zweifel an der Authentizität aufkamen. Deshalb veranstaltete die Bundesbank einen Gestaltungswettbewerb, um eine qualitativ hochwertige Druckvorlage aus dieser Radierung zu bekommen, die später Grundlage für das Porträt auf dem Geldschein wurde. Da die 100-DM-Note als eine der ersten erscheinen sollte, wurden aufgrund dieser Schwierigkeiten die Personen getauscht und der 500-DM-Schein erhielt Merians Porträt. Die Rückseite trug eine Abbildung Merians mit einem Löwenzahn, auf dem Raupe und Falter des Ginster-Streckfußes sitzen. Diese Gestaltung wurde bis zur Umstellung auf Eurobanknoten beibehalten.
1987 erschien eine deutsche 40-Pfennig-Briefmarke mit Merians Porträt in der Serie „Frauen der deutschen Geschichte“.

### The Maria Sibylla Merian Society
The Maria Sibylla Merian Society wurde im Mai 2014 in Amsterdam gegründet. Es ist eine interdisziplinäre, für jeden Interessierten offene Vereinigung, die sich der weiteren Erforschung von Merians Leben und Werk widmet. Zu ihrem 300. Todestag 2017 fand ein Symposium statt. Auf der Website der Society findet man u. a. Essays und wissenschaftliche Literatur (u. a. von den zwei Symposien 2014 und 2015) sowie Bilder, Dokumente und Briefe von M. S. Merian.

### Ausstellungen (Auswahl)
- 1997: Ausstellung zum 350. Geburtstag im Historischen Museum Frankfurt, mit umfangreichem Ausstellungskatalog von Kurt Wettengl[108]
- 2017: Kabinettsausstellung Maria Sibylla Merian im Museum Wiesbaden, vom 13. Januar bis 9. Juli 2017[109][110]
- 2017: Maria Sibylla Merian und die Tradition des Blumenbildes im Kupferstichkabinett Berlin, vom 7. April bis 2. Juli 2017
- 2017/2018: Maria Sibylla Merian und die Tradition des Blumenbildes im Städel, vom 11. Oktober 2017 bis 14. Januar 2018[111][112]
- 2022: Maria Sibylla Merian – Künstlerin und Naturforscherin in der Stadtturmgalerie Gmünd/Kärnten vom 7. Mai bis 2. Oktober 2022[113]

### Sonstiges
Die Staatliche Porzellan-Manufaktur Meissen würdigt Merian mit einer Reihe von hochwertigen Objekten, deren Motive von ihr inspiriert sind.
Der Biologe Fritz Geller-Grimm wird der Naturforscherin bis 2025 im Museum Wiesbaden zu dessen 200-jährigen Jubiläum eine dauerhafte Ausstellung einrichten. Es solle ein neuer Raum entstehen, der in erster Linie Maria Sibylla Merian und ihre Arbeiten zur Metamorphose vorstelle.

## Werke

### Veröffentlichungen
Blumenbuch

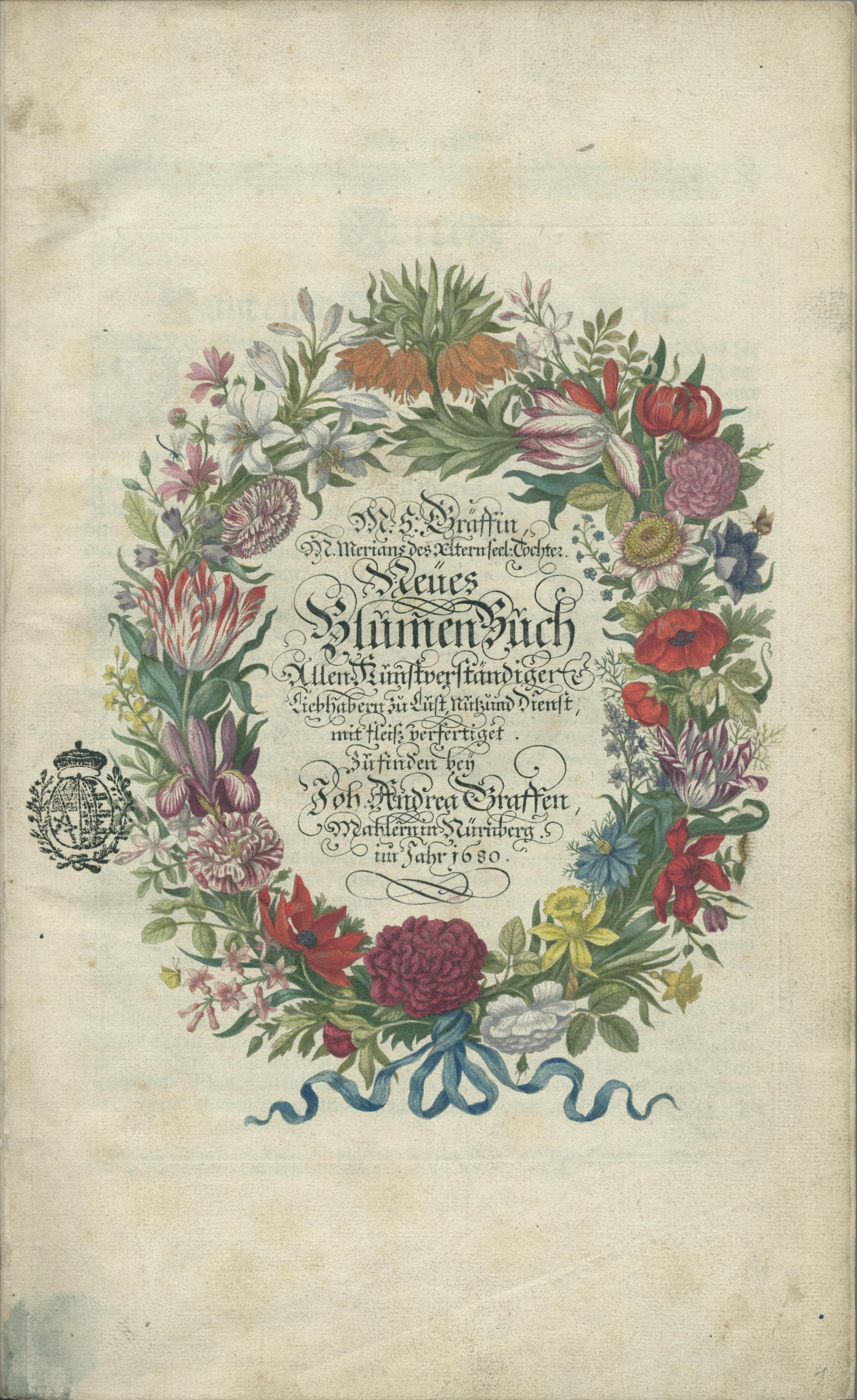
Neues Blumenbuch (1680), Band 1: Titelblatt, kolorierter Kupferstich

- Erste Ausgabe in drei Bänden, erschienen bei Johann Andreas Graff in Nürnberg:[116]
  - Band 1. Florum Fasciculus Primus (1675)
  - Band 2. Florum Fasciculus Alter (1677)
  - Band 3. Florum Fasciculus Tertius (1680)
- Zweite Ausgabe 1680 in drei Bänden unter dem Titel Neues Blumenbuch, erschienen bei Johann Andreas Graff in Nürnberg.
  - Faksimileausgabe nach dem Exemplar der Sächsischen Landesbibliothek Dresden, mit Begleittext, Zeittafel und Literaturverzeichnis von Helmut Deckert. Insel Verlag Leipzig, 3. Auflage 1981, Lizenz-Nr. 351/260/16/81, LSV 8125
  - Reprint 1999, 2003 in zwei Bänden: Prestel, München, ISBN 3-7913-2060-2, ISBN 3-7913-2663-5.
  - Nachdruck der Originalausgabe, Insel (Insel-Bücherei Nr. 2004), mit einem Nachwort von Helmut Deckert, 3. Auflage 2013, ISBN 978-3-458-20004-8.
  - Kommentierter Nachdruck des Eutiner Exemplars in: Schleswig-Holstein: Die Kulturzeitschrift für den Norden. Themenheft 4, 2019, ISBN 978-3-946609-02-5.

Raupenbuch
- Der Raupen wunderbare Verwandelung und sonderbare Blumennahrung. 3 Bände (Microform 1991)
  - Band 1: Graff, Nürnberg 1679. Digitalisat der Universitätsbibliothek Erlangen-Nürnberg
  - Band 2: Graff, Frankfurt 1683. Digitalisat der Universitätsbibliothek Heidelberg
  - Band 3: Merian, Amsterdam 1717; archive.org. Ausgabe Amsterdam 1730: De europische Insecten Digitalisat der Uni Göttingen
- Reprint: Harenberg, Dortmund 1982, ISBN 3-88379-331-0.
- Reprint: Der Raupen wunderbare Verwandelung und sonderbare Blumennahrung. Erster und Anderer Teil. Favoritenpresse, Berlin 2020, ISBN 978-3-96849-008-3.[117]

Insektenbuch
- 1705: Metamorphosis insectorum Surinamensium. Amsterdam (niederländisch). Digitalisat der Uni Göttingen
- 1719: Metamorphosis insectorum Surinamensium (Dissertatio de generatione et metamorphosis insectorum Surinamensium), mit ergänzten Tafeln, insgesamt 71 Bildtafeln
- Reprint: Piron, London 1980–1982.
- Reprint: Insel, Frankfurt am Main 1992, ISBN 3-458-16171-6.
- Reprint mit einleitenden Essays, deutschen Übersetzungen der niederländischen Abbildungstexte, Index und Referenzmaterial, herausgegeben von Marieke van Delft und Hans Mulder. Lambert Schneider Verlag & Koninklijke Bibliotheek, Darmstadt 2017, ISBN 978-3-650-40181-6

Studienbuch
- Schmetterlinge, Käfer und andere Insekten. Leningrader Studienbuch. Acta humaniora, Weinheim 1976, ISBN 3-527-17539-3.

### Erstausgaben in Bibliotheken (Auswahl)
Die Sächsische Landesbibliothek in Dresden besitzt eines der sechs weltweit noch erhaltenen Exemplare des Blumenbuchs (1680).
Erstausgaben des Metamorphosis Insectorum Surinamensium (1705) befinden sich unter anderem in folgenden Museen:
- Königliche Bibliothek in Den Haag
- Österreichische Nationalbibliothek in Wien
- Universitätsbibliothek Basel doi:10.3931/e-rara-5285
- Universitätsbibliothek in Jena
- Kupferstichkabinett in Basel
- Stadt- und Universitätsbibliothek in Frankfurt am Main
- Sächsische Landesbibliothek in Dresden
- Bibliothek des Germanischen Nationalmuseums, dort befinden sich zudem vier Bilder Merians

## Galerie

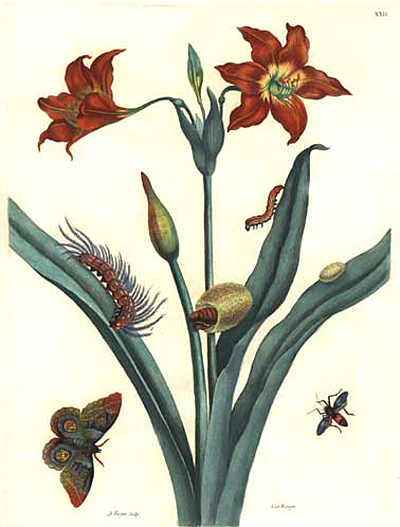
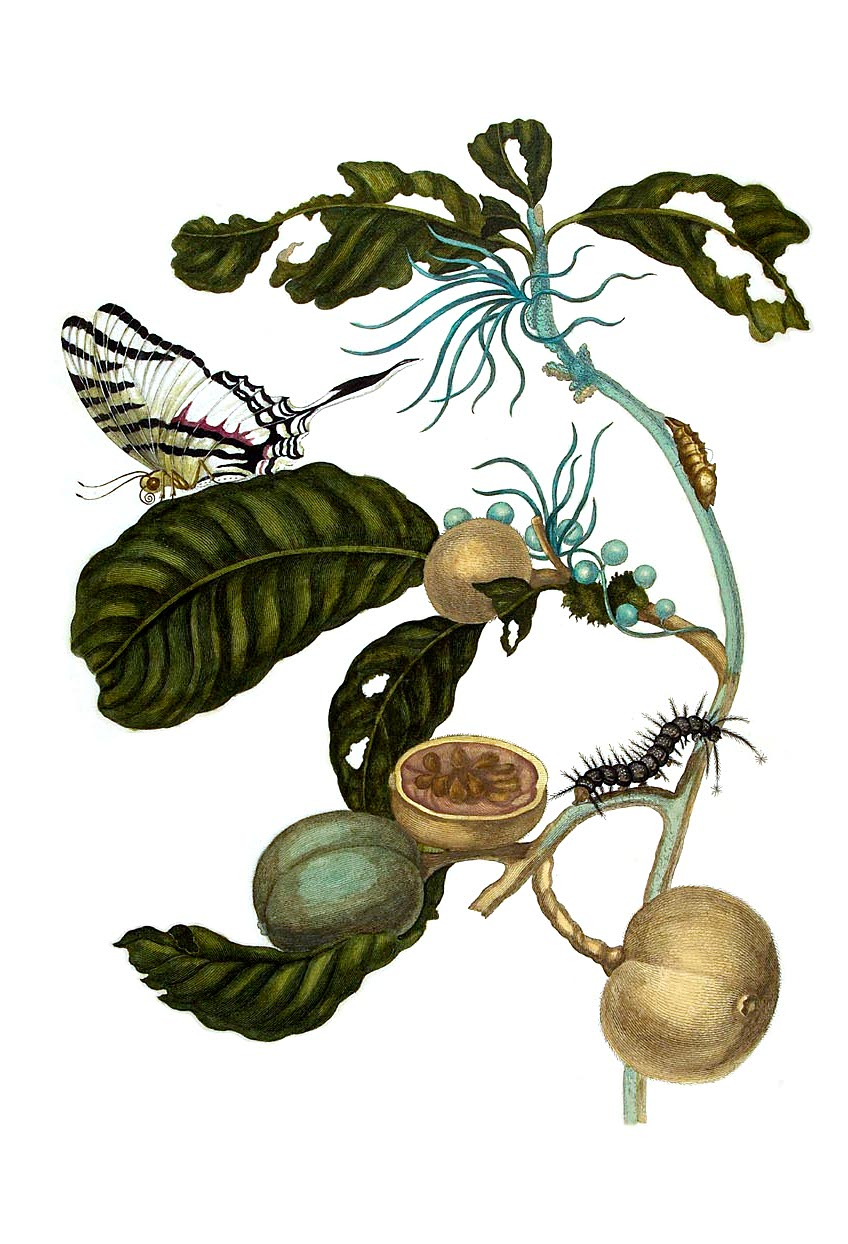
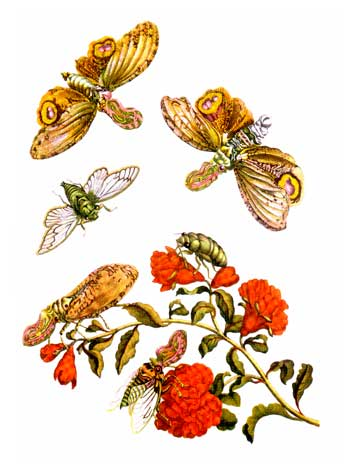
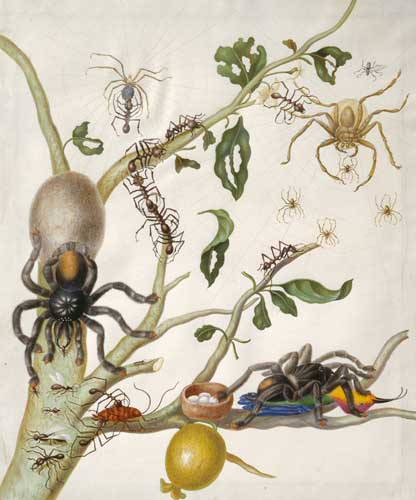
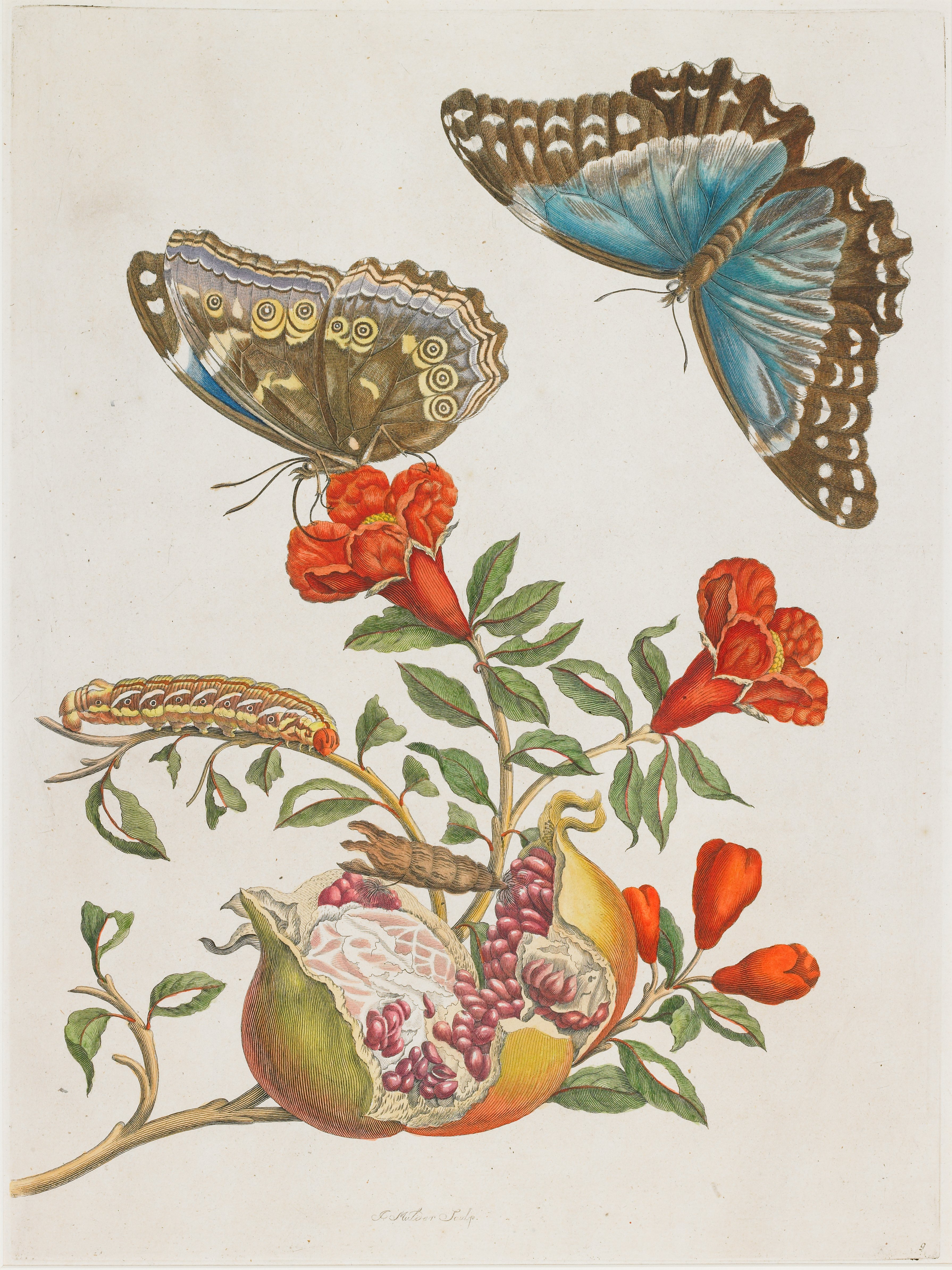
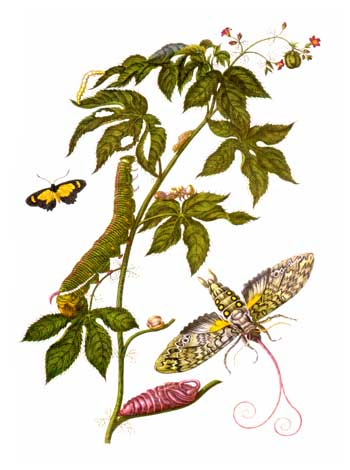
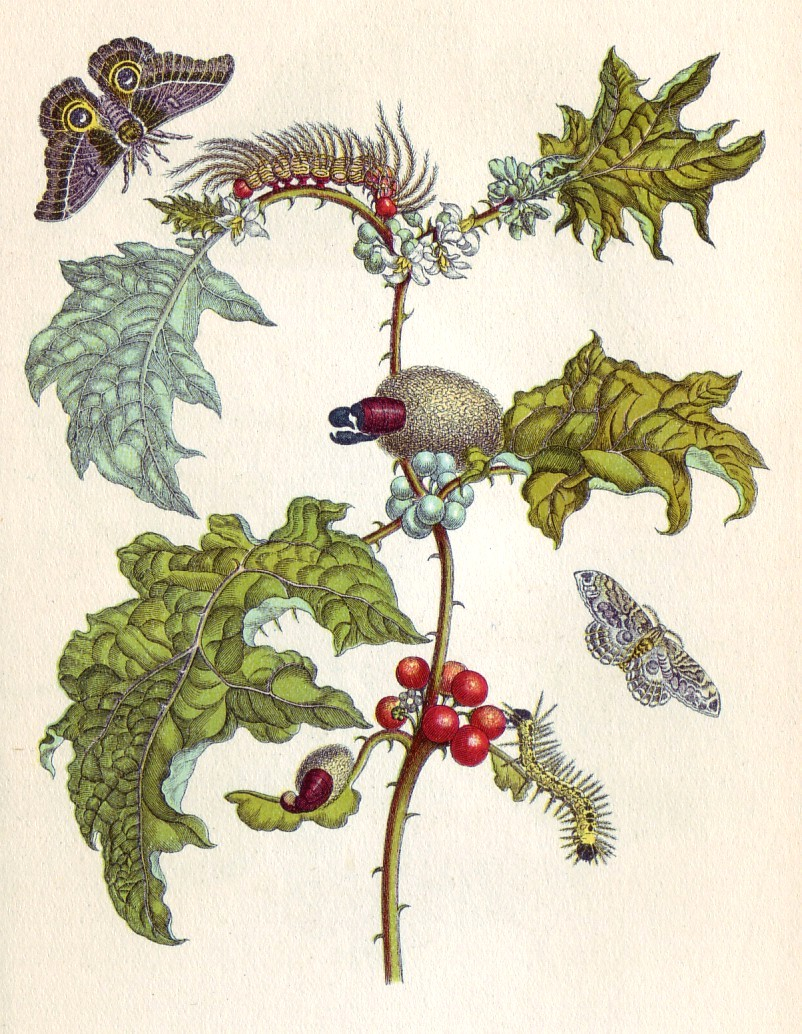
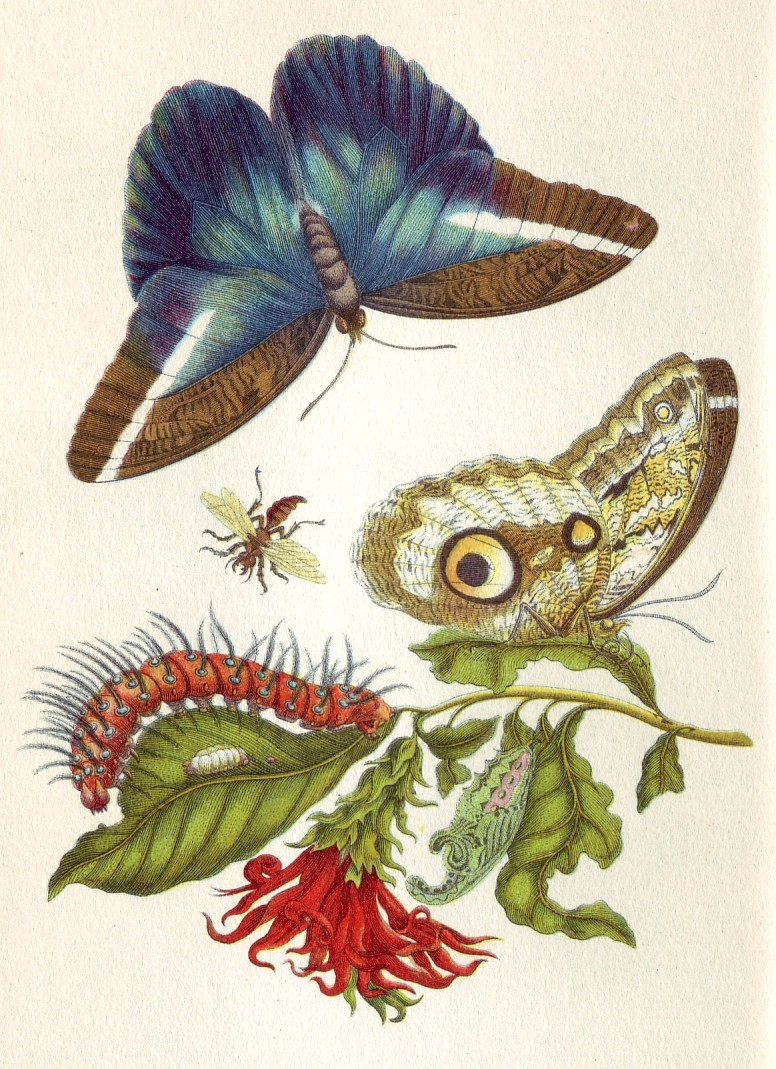
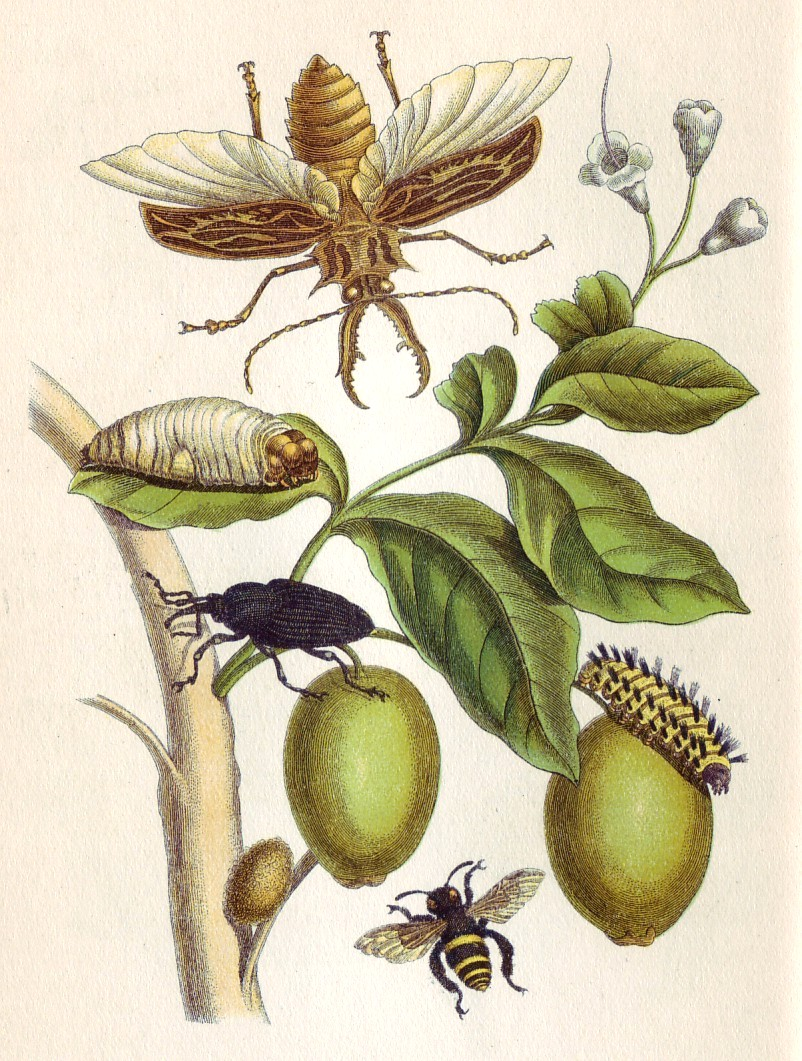
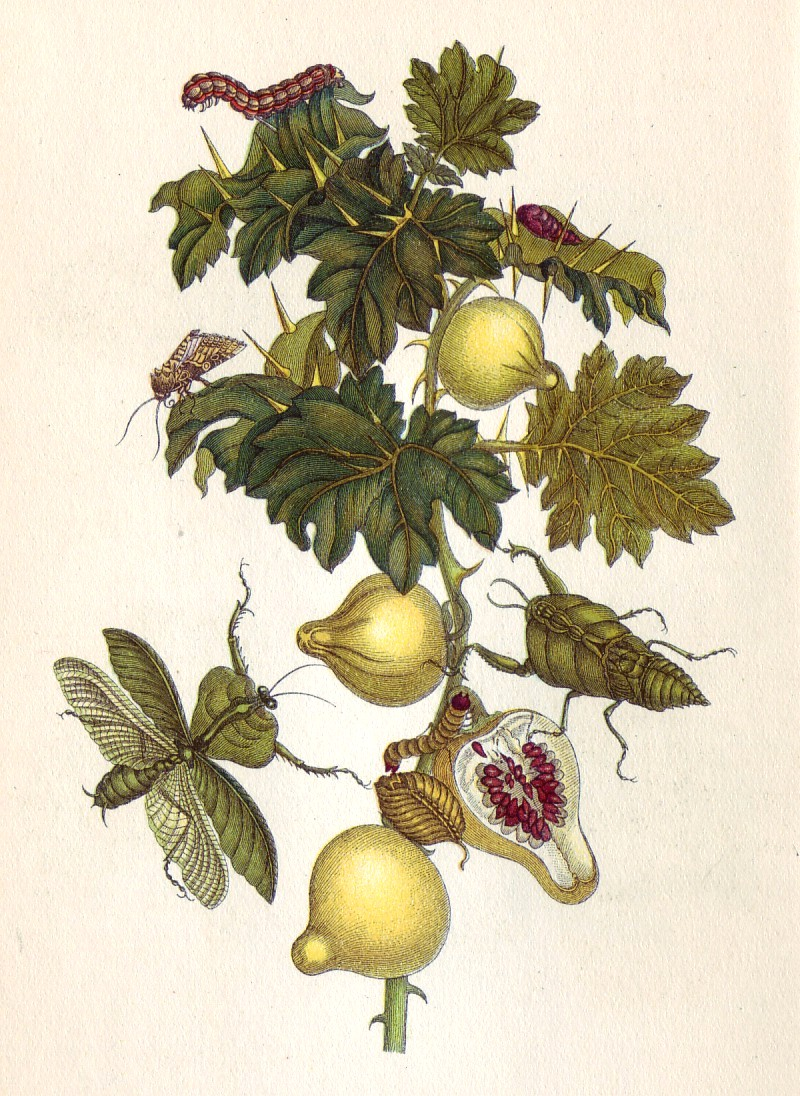
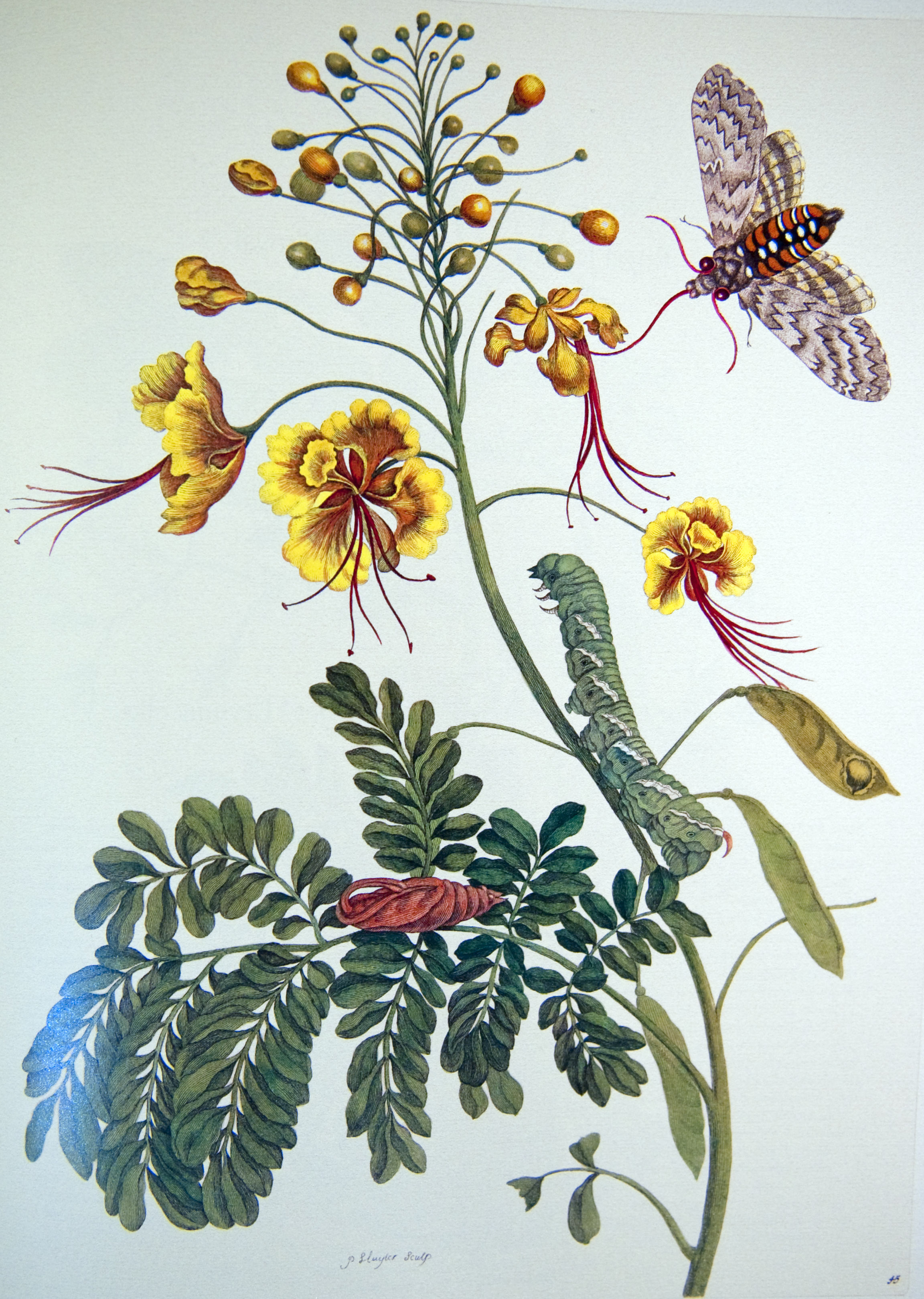
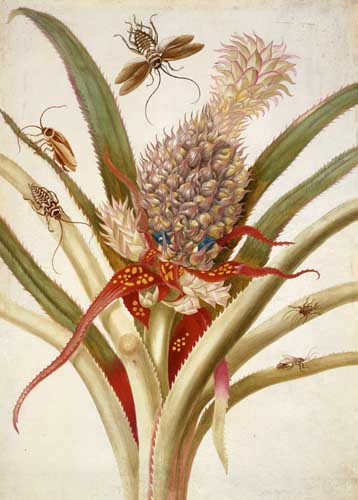
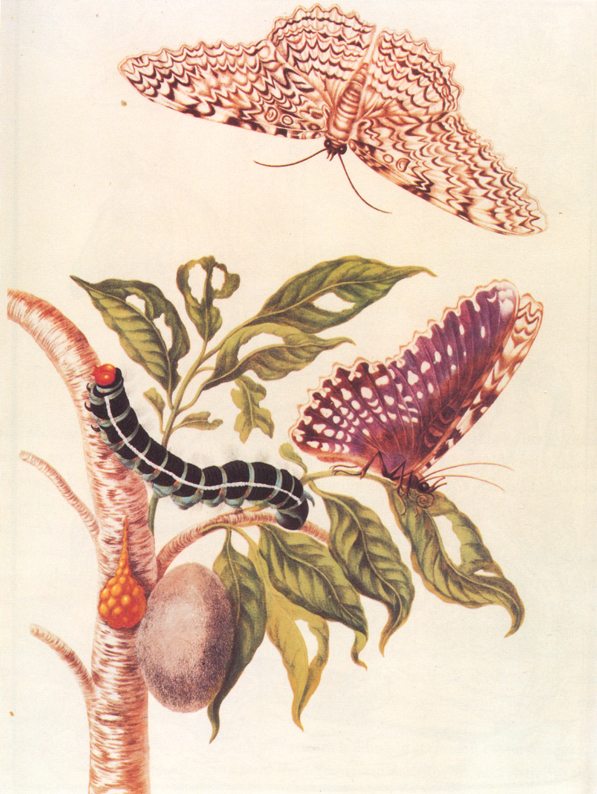
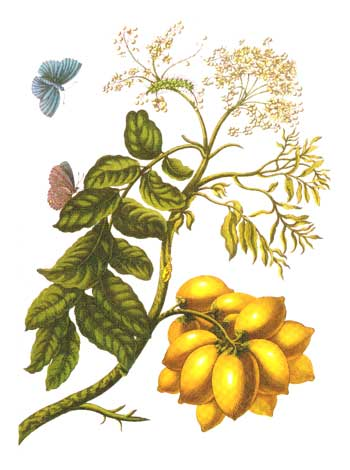
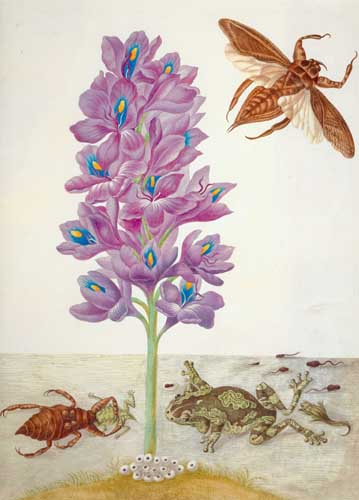